# Waverley Line
| Triebwagen der Klasse 158 bei Bowland |                                                                                         |                                                           |                                                           |
| |                                                                                         |                                                           |                                                           |
| Streckenlänge: | 158 km                                                                                  |                                                           |                                                           |
| Spurweite: | 1435 mm (Normalspur)                                                                    |                                                           |                                                           |
| Zweigleisigkeit: | Newcraighall–Glenesk Junction, Gorebridge–Tynehead, Stow–Bowland (bis 1969 durchgehend) |                                                           |                                                           |
| |                                                                                         |                                                           |                                                           |
| \| \| \| Edinburgh Haymarket \| \| \| \| \| Edinburgh Waverley \| \| \| \| \| Leith Central \| \| \| \| \| Granton \| \| \| \| \| South Leith \| \| \| \| \| Portobello (bis 1964) \| \| \| \| \| East Coast Main Line \| \| \| \| \| Brunstane (ab 2002) \| \| \| \| \| Edinburgh Suburban and Southside Junction Railway \| \| \| \| \| Niddrie (mit Unterbrechungen bis 1950) \| \| \| \| \| Newcraighall (ab 2002) \| \| \| \| \| \| \| \| \| \| Millerhill Marshalling Yard (bis 1849 Haltepunkt Cairney) \| \| \| \| \| Shawfair (ab 2015) \| \| \| \| \| East Coast Main Line \| \| \| \| \| Millerhill (bis 1955) \| \| \| \| \| Edinburgh, Loanhead and Roslin Railway \| \| \| \| \| Sherriffhall (bis 1849) \| \| \| \| \| \| \| \| \| \| Glenesk Railway Viaduct, North Esk \| \| \| \| \| Glenesk Junction, nach Dalkeith \| \| \| \| \| Eskbank & Dalkeith (bis 1942 Eskbank) \| \| \| \| \| Macmerry Branch \| \| \| \| \| Hardengreen Junction \| \| \| \| \| Peebles Railway über Peebles nach Galashiels \| \| \| \| \| Eskbank (ab 2015) \| \| \| \| \| Dalhousie (bis 1908) \| \| \| \| \| Lothianbridge Viaduct, South Esk \| \| \| \| \| Newtongrange (ab 1908) \| \| \| \| \| Gorebridge \| \| \| \| \| Fushiebridge (bis 1943) \| \| \| \| \| Tynehead \| \| \| \| \| Falahill Summit \| \| \| \| \| Heriot \| \| \| \| \| Fountainhall \| \| \| \| \| Lauder Light Railway \| \| \| \| \| Stow \| \| \| \| \| Bowshank Tunnel \| \| \| \| \| Bowland (bis 1953) \| \| \| \| \| Peebles Railway \| \| \| \| \| Galashiels (ab 2015) \| \| \| \| \| Galashiels (bis 1969) \| \| \| \| \| Selkirk Line \| \| \| \| \| Redbridge Viaduct, Tweed \| \| \| \| \| Tweedbank (ab 2015) \| \| \| \| \| Melrose \| \| \| \| \| Newstead (1849–1859) \| \| \| \| \| Berwickshire Railway nach Duns und Reston \| \| \| \| \| St Boswells \| \| \| \| \| Kelso Line nach Tweedmouth und Jedburgh \| \| \| \| \| Charlesfield Halt (1942–1961) \| \| \| \| \| Belses \| \| \| \| \| Hassendean \| \| \| \| \| Hawick \| \| \| \| \| River Teviot \| \| \| \| \| Stobs Camp (bis 1959) \| \| \| \| \| Barns Viaduct \| \| \| \| \| Stobs \| \| \| \| \| Shankend Viaduct \| \| \| \| \| Shankend \| \| \| \| \| Whitrope Tunnel \| \| \| \| \| Whitrope Summit \| \| \| \| \| Whitrope Siding (bis 1968, nichtöffentlicher Halt) \| \| \| \| \| Riccarton Junction \| \| \| \| \| Border Counties Railway \| \| \| \| \| Steele Road \| \| \| \| \| Newcastleton \| \| \| \| \| Grenze Schottland/England \| \| \| \| \| Kershope Foot \| \| \| \| \| Nook Pasture (bis 1874) \| \| \| \| \| Penton \| \| \| \| \| Bahnstrecke Riddings Junction–Langholm \| \| \| \| \| Riddings Junction (bis 1967) \| \| \| \| \| Scotch Dyke (bis 1949) \| \| \| \| \| Longtown \| \| \| \| \| Gretna Branch \| \| \| \| \| Lyneside (bis 1929) \| \| \| \| \| Harker \| \| \| \| \| Parkhouse Halt (ab 1941, nur für RAF-Personal) \| \| \| \| \| West Coast Main Line \| \| \| \| \| Etterby Junction \| \| \| \| \| Carlisle and Silloth Bay Railway nach Silloth \| \| \| \| \| Port Carlisle Junction (1861 bis 1864 Haltepunkt) \| \| \| \| \| Güterumgehungsbahn NBR und NER \| \| \| \| \| Willowholme Junction Güterumgehungsbahn GTC \| \| \| \| \| Port Carlisle Branch Junction \| \| \| \| \| Carlisle Citadel \| \| \| \| \| Maryport and Carlisle Railway \| \| \| \| \| Bahnstrecke Settle–Carlisle, Tyne Valley Line \| \| \| \| \| West Coast Main Line \| \| |                                                                                         |                                                           |                                                           |
| Strecke |                                                                                         | Edinburgh Haymarket                                       | Edinburgh Haymarket                                       |
| Bahnhof |                                                                                         | Edinburgh Waverley                                        | Edinburgh Waverley                                        |
| Abzweig geradeaus und ehemals nach links |                                                                                         | Leith Central                                             | Leith Central                                             |
| Abzweig geradeaus und von links |                                                                                         | Granton                                                   | Granton                                                   |
| Abzweig geradeaus und von links |                                                                                         | South Leith                                               | South Leith                                               |
| ehemaliger Bahnhof |                                                                                         | Portobello (bis 1964)                                     | Portobello (bis 1964)                                     |
| Abzweig geradeaus und nach links |                                                                                         | East Coast Main Line                                      | East Coast Main Line                                      |
| Haltepunkt / Haltestelle |                                                                                         | Brunstane (ab 2002)                                       | Brunstane (ab 2002)                                       |
| Abzweig geradeaus, nach rechts und von rechts |                                                                                         | Edinburgh Suburban and Southside Junction Railway         | Edinburgh Suburban and Southside Junction Railway         |
| ehemaliger Bahnhof |                                                                                         | Niddrie (mit Unterbrechungen bis 1950)                    | Niddrie (mit Unterbrechungen bis 1950)                    |
| Bahnhof |                                                                                         | Newcraighall (ab 2002)                                    | Newcraighall (ab 2002)                                    |
| |                                                                                         |                                                           |                                                           |
| Strecke |                                                                                         | Millerhill Marshalling Yard (bis 1849 Haltepunkt Cairney) | Millerhill Marshalling Yard (bis 1849 Haltepunkt Cairney) |
| Bahnhof |                                                                                         | Shawfair (ab 2015)                                        | Shawfair (ab 2015)                                        |
| Strecke geradeaus, nach links und von links |                                                                                         | East Coast Main Line                                      | East Coast Main Line                                      |
| Strecke |                                                                                         | Millerhill (bis 1955)                                     | Millerhill (bis 1955)                                     |
| Strecke geradeaus und nach rechts |                                                                                         | Edinburgh, Loanhead and Roslin Railway                    | Edinburgh, Loanhead and Roslin Railway                    |
| Strecke |                                                                                         | Sherriffhall (bis 1849)                                   | Sherriffhall (bis 1849)                                   |
| |                                                                                         |                                                           |                                                           |
| Brücke über Wasserlauf |                                                                                         | Glenesk Railway Viaduct, North Esk                        | Glenesk Railway Viaduct, North Esk                        |
| Abzweig geradeaus und ehemals nach links |                                                                                         | Glenesk Junction, nach Dalkeith                           | Glenesk Junction, nach Dalkeith                           |
| ehemaliger Bahnhof |                                                                                         | Eskbank & Dalkeith (bis 1942 Eskbank)                     | Eskbank & Dalkeith (bis 1942 Eskbank)                     |
| Abzweig geradeaus und ehemals von links |                                                                                         | Macmerry Branch                                           | Macmerry Branch                                           |
| ehemaliger Dienststation / Betriebs- oder Güterbahnhof |                                                                                         | Hardengreen Junction                                      | Hardengreen Junction                                      |
| Abzweig geradeaus und ehemals nach rechts |                                                                                         | Peebles Railway über Peebles nach Galashiels              | Peebles Railway über Peebles nach Galashiels              |
| Haltepunkt / Haltestelle |                                                                                         | Eskbank (ab 2015)                                         | Eskbank (ab 2015)                                         |
| ehemaliger Bahnhof |                                                                                         | Dalhousie (bis 1908)                                      | Dalhousie (bis 1908)                                      |
| Brücke über Wasserlauf |                                                                                         | Lothianbridge Viaduct, South Esk                          | Lothianbridge Viaduct, South Esk                          |
| Haltepunkt / Haltestelle |                                                                                         | Newtongrange (ab 1908)                                    | Newtongrange (ab 1908)                                    |
| Haltepunkt / Haltestelle |                                                                                         | Gorebridge                                                | Gorebridge                                                |
| ehemaliger Bahnhof |                                                                                         | Fushiebridge (bis 1943)                                   | Fushiebridge (bis 1943)                                   |
| ehemaliger Bahnhof |                                                                                         | Tynehead                                                  | Tynehead                                                  |
| Kulminations-/Scheitelpunkt |                                                                                         | Falahill Summit                                           | Falahill Summit                                           |
| ehemaliger Bahnhof |                                                                                         | Heriot                                                    | Heriot                                                    |
| ehemaliger Bahnhof |                                                                                         | Fountainhall                                              | Fountainhall                                              |
| Abzweig geradeaus und ehemals nach links |                                                                                         | Lauder Light Railway                                      | Lauder Light Railway                                      |
| Haltepunkt / Haltestelle |                                                                                         | Stow                                                      | Stow                                                      |
| Tunnel |                                                                                         | Bowshank Tunnel                                           | Bowshank Tunnel                                           |
| ehemaliger Bahnhof |                                                                                         | Bowland (bis 1953)                                        | Bowland (bis 1953)                                        |
| Abzweig geradeaus und ehemals von rechts |                                                                                         | Peebles Railway                                           | Peebles Railway                                           |
| Haltepunkt / Haltestelle |                                                                                         | Galashiels (ab 2015)                                      | Galashiels (ab 2015)                                      |
| ehemaliger Bahnhof |                                                                                         | Galashiels (bis 1969)                                     | Galashiels (bis 1969)                                     |
| Abzweig geradeaus und ehemals nach rechts |                                                                                         | Selkirk Line                                              | Selkirk Line                                              |
| Brücke über Wasserlauf |                                                                                         | Redbridge Viaduct, Tweed                                  | Redbridge Viaduct, Tweed                                  |
| Kopfbahnhof Strecke ab hier außer Betrieb |                                                                                         | Tweedbank (ab 2015)                                       | Tweedbank (ab 2015)                                       |
| Bahnhof (Strecke außer Betrieb) |                                                                                         | Melrose                                                   | Melrose                                                   |
| Bahnhof (Strecke außer Betrieb) |                                                                                         | Newstead (1849–1859)                                      | Newstead (1849–1859)                                      |
| Abzweig geradeaus und von links (Strecke außer Betrieb) |                                                                                         | Berwickshire Railway nach Duns und Reston                 | Berwickshire Railway nach Duns und Reston                 |
| Bahnhof (Strecke außer Betrieb) |                                                                                         | St Boswells                                               | St Boswells                                               |
| Abzweig geradeaus und nach links (Strecke außer Betrieb) |                                                                                         | Kelso Line nach Tweedmouth und Jedburgh                   | Kelso Line nach Tweedmouth und Jedburgh                   |
| Haltepunkt / Haltestelle (Strecke außer Betrieb) |                                                                                         | Charlesfield Halt (1942–1961)                             | Charlesfield Halt (1942–1961)                             |
| Bahnhof (Strecke außer Betrieb) |                                                                                         | Belses                                                    | Belses                                                    |
| Bahnhof (Strecke außer Betrieb) |                                                                                         | Hassendean                                                | Hassendean                                                |
| Bahnhof (Strecke außer Betrieb) |                                                                                         | Hawick                                                    | Hawick                                                    |
| Brücke über Wasserlauf (Strecke außer Betrieb) |                                                                                         | River Teviot                                              | River Teviot                                              |
| Bahnhof (Strecke außer Betrieb) |                                                                                         | Stobs Camp (bis 1959)                                     | Stobs Camp (bis 1959)                                     |
| Brücke (Strecke außer Betrieb) |                                                                                         | Barns Viaduct                                             | Barns Viaduct                                             |
| Bahnhof (Strecke außer Betrieb) |                                                                                         | Stobs                                                     | Stobs                                                     |
| Brücke (Strecke außer Betrieb) |                                                                                         | Shankend Viaduct                                          | Shankend Viaduct                                          |
| Bahnhof (Strecke außer Betrieb) |                                                                                         | Shankend                                                  | Shankend                                                  |
| Tunnel (Strecke außer Betrieb) |                                                                                         | Whitrope Tunnel                                           | Whitrope Tunnel                                           |
| Kulminations-/Scheitelpunkt (Strecke außer Betrieb) |                                                                                         | Whitrope Summit                                           | Whitrope Summit                                           |
| Haltepunkt / Haltestelle (Strecke außer Betrieb) |                                                                                         | Whitrope Siding (bis 1968, nichtöffentlicher Halt)        | Whitrope Siding (bis 1968, nichtöffentlicher Halt)        |
| Bahnhof (Strecke außer Betrieb) |                                                                                         | Riccarton Junction                                        | Riccarton Junction                                        |
| Abzweig geradeaus und nach links (Strecke außer Betrieb) |                                                                                         | Border Counties Railway                                   | Border Counties Railway                                   |
| Bahnhof (Strecke außer Betrieb) |                                                                                         | Steele Road                                               | Steele Road                                               |
| Bahnhof (Strecke außer Betrieb) |                                                                                         | Newcastleton                                              | Newcastleton                                              |
| Grenze (Strecke außer Betrieb) |                                                                                         | Grenze Schottland/England                                 | Grenze Schottland/England                                 |
| Bahnhof (Strecke außer Betrieb) |                                                                                         | Kershope Foot                                             | Kershope Foot                                             |
| Haltepunkt / Haltestelle (Strecke außer Betrieb) |                                                                                         | Nook Pasture (bis 1874)                                   | Nook Pasture (bis 1874)                                   |
| Bahnhof (Strecke außer Betrieb) |                                                                                         | Penton                                                    | Penton                                                    |
| Abzweig geradeaus und von rechts (Strecke außer Betrieb) |                                                                                         | Bahnstrecke Riddings Junction–Langholm                    | Bahnstrecke Riddings Junction–Langholm                    |
| Bahnhof (Strecke außer Betrieb) |                                                                                         | Riddings Junction (bis 1967)                              | Riddings Junction (bis 1967)                              |
| Bahnhof (Strecke außer Betrieb) |                                                                                         | Scotch Dyke (bis 1949)                                    | Scotch Dyke (bis 1949)                                    |
| Bahnhof (Strecke außer Betrieb) |                                                                                         | Longtown                                                  | Longtown                                                  |
| Abzweig geradeaus und nach rechts (Strecke außer Betrieb) |                                                                                         | Gretna Branch                                             | Gretna Branch                                             |
| Bahnhof (Strecke außer Betrieb) |                                                                                         | Lyneside (bis 1929)                                       | Lyneside (bis 1929)                                       |
| Bahnhof (Strecke außer Betrieb) |                                                                                         | Harker                                                    | Harker                                                    |
| Haltepunkt / Haltestelle (Strecke außer Betrieb) |                                                                                         | Parkhouse Halt (ab 1941, nur für RAF-Personal)            | Parkhouse Halt (ab 1941, nur für RAF-Personal)            |
| |                                                                                         | West Coast Main Line                                      |                                                           |
| Überleitstelle / Spurwechsel |                                                                                         | Etterby Junction                                          | Etterby Junction                                          |
| Abzweig geradeaus und von rechts |                                                                                         | Carlisle and Silloth Bay Railway nach Silloth             | Carlisle and Silloth Bay Railway nach Silloth             |
| Dienststation / Betriebs- oder Güterbahnhof |                                                                                         | Port Carlisle Junction (1861 bis 1864 Haltepunkt)         | Port Carlisle Junction (1861 bis 1864 Haltepunkt)         |
| Abzweig geradeaus und nach rechts |                                                                                         | Güterumgehungsbahn NBR und NER                            | Güterumgehungsbahn NBR und NER                            |
| Abzweig geradeaus und nach rechts |                                                                                         | Willowholme Junction Güterumgehungsbahn GTC               | Willowholme Junction Güterumgehungsbahn GTC               |
| |                                                                                         | Port Carlisle Branch Junction                             |                                                           |
| Bahnhof |                                                                                         | Carlisle Citadel                                          | Carlisle Citadel                                          |
| Abzweig geradeaus und nach rechts |                                                                                         | Maryport and Carlisle Railway                             | Maryport and Carlisle Railway                             |
| Abzweig geradeaus und nach links |                                                                                         | Bahnstrecke Settle–Carlisle, Tyne Valley Line             | Bahnstrecke Settle–Carlisle, Tyne Valley Line             |
| Strecke |                                                                                         | West Coast Main Line                                      | West Coast Main Line                                      |

Die Waverley Line, auch als Waverley Route oder Borders Railway bezeichnet, ist eine Eisenbahnstrecke in Schottland. Sie verläuft von Edinburgh durch die Scottish Borders nach Carlisle im Norden Englands. Die Strecke wurde zwischen 1849 und 1862 von der North British Railway gebaut. Ihren Namen erhielt sie nach dem Roman Waverley von Sir Walter Scott. Ab 1921 wurde sie von der London and North Eastern Railway betrieben, ab 1948 von British Railways. Im Zuge der umfangreichen Streckenstilllegungen während der als Beeching Axe bekannten Umstrukturierung des britischen Eisenbahnnetzes in den 1960er Jahren wurde die Strecke trotz erheblicher öffentlicher Proteste stillgelegt.
Das Schottische Parlament beschloss 2006 den Wiederaufbau des nördlichen Abschnitts der Strecke von Edinburgh bis Tweedbank, einem Vorort von Galashiels, für den Personenverkehr. Die Bauarbeiten für die neue Borders Railway begannen im November 2012. Im Februar 2015 verlegten die beteiligten Baufirmen die letzten Gleise. Der Personenverkehr wurde am 6. September 2015 aufgenommen, die offizielle Eröffnung der Strecke durch Königin Elisabeth II. folgte am 9. September.

## Geschichte

### Die Edinburgh and Dalkeith Railway
Die spätere Waverley Line entstand in mehreren Etappen. Auslöser für den Bau des ersten Abschnitts war die Anbindung Edinburghs an die südlich liegenden Kohlenfelder von Lothian. Vor allem im Winter war die Anlieferung von Kohle für den wachsenden Bedarf der schottischen Hauptstadt durch die schlechten Straßen immer wieder gefährdet. Erste Planungen entstanden bereits 1817. Die Interessenten, unter ihnen der Duke of Buccleuch und der Marquess of Lothian, beides Besitzer großer Kohlenfelder, erreichten 1826 einen Parlamentsbeschluss zum Bau der Edinburgh and Dalkeith Railway. Die Strecke wurde als Pferdebahn von Edinburgh St Leonards bis zur Endstation Dalhousie, südlich des späteren Knotenpunkts Hardengreen Junction, gebaut und in der zu dieser Zeit in Schottland verbreiteten Spurweite von 1372 mm (4 Fuß und 6 Zoll) ausgeführt. Der erste Abschnitt zwischen St Leonards und Craighall wurde am 4. Juli 1831 eröffnet, die gesamte Strecke bis Dalhousie (zunächst als South Esk bezeichnet) im Oktober des gleichen Jahres. Zunächst nur zum Transport der Kohle aus den südlich von Edinburgh liegenden Bergwerken gedacht, wurde bereits ein Jahr später der Personenverkehr aufgenommen. Im gleichen Jahr finanzierte der Marquess of Lothian, dessen Kohlengruben zum Teil weiter südlich lagen, eine Erweiterung der Strecke bis zu seinen Gruben in Arniston, südlich von Gorebridge, einschließlich eines großen gusseisernen Viadukts über den South Esk an der Stelle des heutigen Lothianbridge Viaduct. 1838 eröffnete die Gesellschaft eine Zweigstrecke nach Dalkeith, der Duke of Buccleuch wiederum finanzierte eine Verlängerung von Dalkeith zu seinen Kohlengruben östlich des Ortes. Im gleichen Jahr erhielt die Strecke bei Niddrie eine Zweigstrecke zum Hafen von Leith.
Die Bahngesellschaft erhielt im Volksmund den Beinamen The Innocent Railway, weil angeblich während ihres gesamten Betriebs kein Passagier verletzt oder gar getötet worden sein soll. Der Spitzname war allerdings unverdient: Wiederholt passierten auf den vergleichsweise einfach gebauten und ohne nennenswerte Sicherungseinrichtung betriebenen Strecken Unfälle, bei denen es Tote und Verletzte gab.

### Von Edinburgh bis Hawick
Zunächst sah die Regierung in London eine einzige Bahnstrecke zwischen Schottland und England als ausreichend an und fasste 1841 einen entsprechenden Beschluss. Sie genehmigte in Folge die Strecke der heutigen West Coast Main Line, die nördlich von Carlisle aber erst 1847 durch die Caledonian Railway eröffnet wurde.
Trotz des Beschlusses von 1841 erhielt die North British Railway (NBR) die Genehmigung zum Bau einer Strecke entlang der Nordseeküste zwischen Edinburgh und der schottischen Grenze bei Berwick-upon-Tweed, bereits 1845 konnte sie mit diesem Abschnitt der heutigen East Coast Main Line die erste Eisenbahnstrecke zwischen Schottland und England eröffnen. John Learmont, der Gründer der NBR, verfolgte aber bereits Pläne zum Aufbau eines Streckennetzes durch die Borders bis nach Carlisle. Um zu große Aufmerksamkeit seitens der Konkurrenz zu vermeiden, gründete er die Edinburgh and Hawick Railway Company, der 1845 durch Parlamentsbeschluss das Recht zum Bau einer Eisenbahn zwischen Edinburgh und Hawick erteilt wurde. Die Gesellschaft trat dieses Recht noch vor Baubeginn an die NBR ab. Diese übernahm zudem die Edinburgh and Dalkeith Railway und baute sie auf Normalspur um. 1849 eröffnete die NBR die Gesamtstrecke zwischen Edinburgh und Hawick. Alle Personenzüge der Waverley Line verkehrten seitdem zum Bahnhof Edinburgh Waverley. Der bisherige Endbahnhof Edinburgh St Leonards wurde danach lediglich noch als Güterbahnhof genutzt.

### Verlängerung bis Carlisle
Bereits 1845 hatte die NBR Trassenerkundungen für eine Verlängerung von Hawick nach Süden durchgeführt, ein entsprechender Antrag auf eine Genehmigung scheiterte 1846 am Einspruch der Caledonian Railway. Diese befürchtete Konkurrenz zu ihrer eigenen Verbindung zwischen Glasgow und Carlisle, zugleich verfolgte sie selber Pläne zum Bau einer Strecke nach Hawick. 1859 konnte die NBR schließlich ihre Pläne durchsetzen, am 21. Juli 1859 erhielt der Border Union (North British) Railway Act den Royal Assent. Drei Jahre später eröffnete die Gesellschaft am 1. Juli 1862 den Streckenabschnitt von Hawick bis Carlisle, womit eine durchgehende Verbindung zwischen Edinburgh und Carlisle entstanden war. Die Verlängerung, zunächst als Border Union Railway bezeichnet, verlief durch dünn besiedeltes Gebiet und erwies sich als baulich aufwändig. Mehrere Viadukte, tiefe Einschnitte und der über einen Kilometer lange Whitrope-Tunnel waren nötig, um das Bergland der Scottish Borders zu durchqueren.
In Riccarton Junction legte die Gesellschaft weit abseits aller Ansiedlungen einen Knotenbahnhof an, an dem die Waverley Line eine Zweigstrecke nach Hexham an der Strecke von Carlisle nach Newcastle upon Tyne erhielt. Die NBR nahm diese als Border Counties Railway bezeichnete Strecke, die auch Kohlevorkommen knapp südlich der englisch-schottischen Grenze bei Plashetts für die Textilindustrie der Borders nutzbar machen sollte, mit hohen Erwartungen in Betrieb. Aus diesem Grund hatte sie auch die alternative und baulich einfachere Trassenführung von Hawick nach Carlisle über Langholm als damals einzigen größeren Ort zwischen beiden Städten ausgeschlagen. Die Erwartungen wurden allerdings enttäuscht. Der erwartete Durchgangsverkehr zwischen den Borders und Newcastle blieb mangels Nachfrage weitgehend aus und die Kohle aus dem westlichen Northumberland erwies sich für die Zwecke der Textilindustrie in Hawick und Galashiels nicht geeignet.

### Durchgangslinie nach Süden
Die von Beginn zweigleisig ausgebaute Bahnstrecke wurde von der NBR seit Betriebsaufnahme als Waverley Line oder Waverley Route bezeichnet, verlief sie doch durch das landschaftlich reizvolle Gebiet, in dem Walter Scott seinen Roman Waverley spielen ließ. Die NBR hatte in den ersten Jahren mit erheblichen wirtschaftlichen Problemen auf der Strecke zu kämpfen, da sie keine durchgehenden Züge nach Süden anbieten konnte. Die London and North Western Railway, die in Carlisle zu dieser Zeit das Monopol für den Verkehr in Richtung London besaß, arbeitete mit der Caledonian Railway zusammen und lehnte eine Übernahme durchgehender Züge von der NBR ab. Ende der 1860er Jahre wurde daher in den Leitungsgremien der NBR zeitweise sogar über eine Einstellung oder einen Verkauf diskutiert. Erst mit Eröffnung der Bahnstrecke Settle–Carlisle im Jahr 1875 nahm der Durchgangsverkehr auf der Waverley Linie spürbar zu, da nun eine alternative Route zur West Coast Main Line bestand. Durchgehende Züge verkehrten von London St Pancras über die Midland Main Line der Midland Railway und die Settle-Carlisle Line bis nach Edinburgh Waverley. Aufgrund der schwierigen Trassierung konnten die Züge hinsichtlich der Fahrtzeit aber weder mit den Zügen auf der Westküsten- noch der Ostküstenstrecke konkurrieren. NBR und Midland setzten daher beim Marketing für ihre Schottland-Züge auf die reizvolle Landschaft und besonders komfortable Wagen. Über Jahrzehnte führten die Expresszüge über die Waverley Line daher Pullmanwagen.
Die Waverley Line erhielt bereits kurz nach ihrer Inbetriebnahme verschiedene Zweigbahnen, so 1851 die sich in Roxburgh verzweigende Strecke nach Jedburgh und Kelso und 1856 die an Abbotsford, dem Wohnsitz von Walter Scott vorbeiführende Strecke nach Selkirk. Schwerpunkt der Strecke war neben den durchgehenden Zügen und dem Vorortverkehr von Edinburgh der Güterverkehr. Profitabel war hier neben Durchgangsverkehren mit Montanprodukten vor allem die Verladung von Rindern und Schafen. Die Textilindustrie in den Borders, vor allem in Galashiels und Hawick, nutzte die Strecke zum Bezug von Rohprodukten und Kohle sowie zum Abtransport ihrer Waren. Sie erlebte seit der Fertigstellung der Strecke einen regelrechten Boom, so existierten in Galashiels 1882 vier Spinnereien und 17 Wollwebereien. Unternehmen wie Pringle of Scotland nutzten die Waverley Line für ihre Transporte. Zudem bediente die Waverley Line das Bergbaugebiet südlich von Edinburgh rund um Dalkeith und Newtongrange, das durch diverse Anschluss- und Zweigbahnen erschlossen wurde. Um 1920 erlebten die Waverley Line und ihre Zweigstrecken den Höhepunkt ihrer Bedeutung. In diesem Jahr wurden in Galashiels 274.442 Fahrscheine verkauft, in Hawick 127.845 Fahrscheine und 268.780 Stück Vieh abgerechnet.
Während der beiden Weltkriege wurde die Strecke stark durch militärischen Verkehr genutzt. Die britische Armee besaß bei Longtown ein großes Depot und bei Stobs ein Ausbildungscamp, das zeitweise auch als Kriegsgefangenenlager diente. Südlich von St Boswells entstand während des Zweiten Weltkriegs in Charlesfield eine große Munitionsfabrik, für deren Arbeiterverkehr ein neuer Haltepunkt eingerichtet wurde.

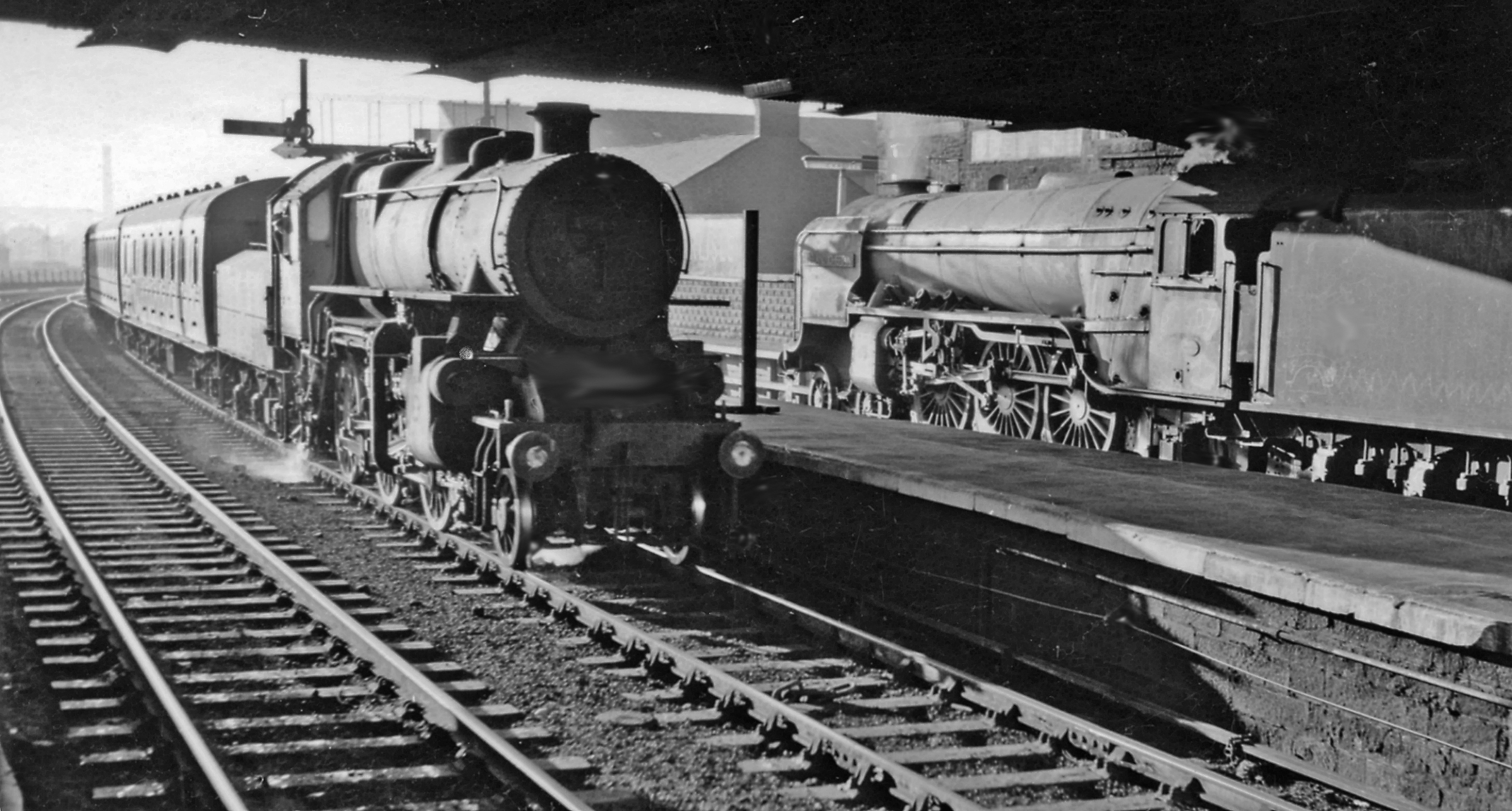
Zwei Züge der Waverley Line in Carlisle, 1960

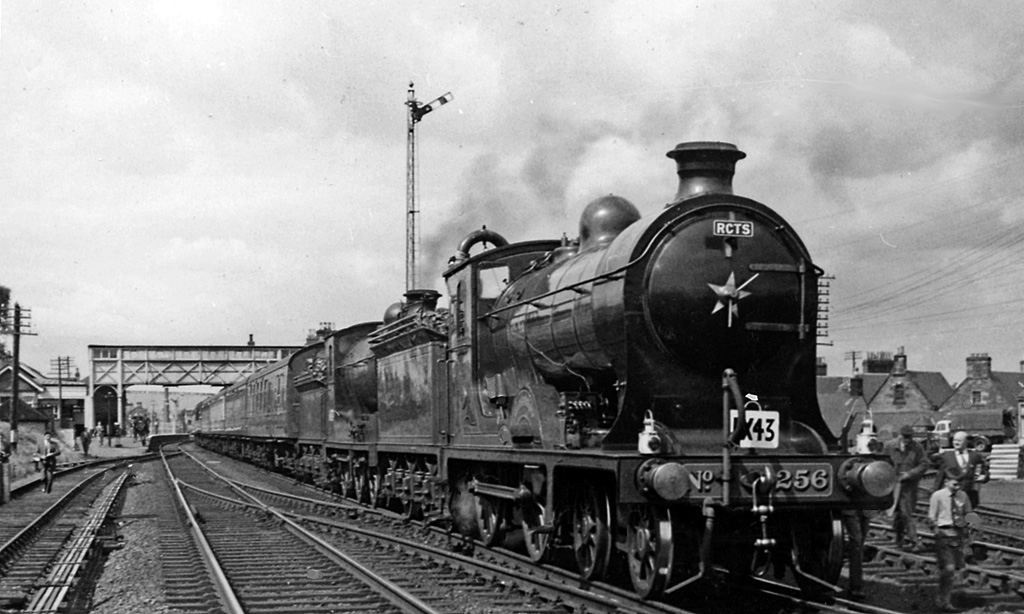
Sonderzug auf der Waverley Line in St Boswells, 1961

Mit dem Grouping Act wurden 1921 die bis dahin bestehenden 120 privaten Eisenbahngesellschaften zu vier großen Unternehmen zusammengeschlossen. Die North British Railway ging in der neugegründeten London and North Eastern Railway (LNER) auf. Die Zeit der Privatbahnen endete in Großbritannien 1948 zunächst. Die vier großen Unternehmen waren mit dem Transport Act 1947 zur neuen staatlichen British Railways (BR) vereint worden. Zwischen den Kriegen legten die „Big Four“ bereits einzelne, schwach nachgefragte oder früher aus Konkurrenzgründen parallel angelegte Strecken still. Entlang der Waverley Line verlor lediglich die kurze, erst 1901 eröffnete Lauder Light Railway 1932 wieder ihren Personenverkehr, der Güterverkehr hielt sich noch bis 1958.
Kurz nach der Verstaatlichung erlebte die Waverley Line ihre höchste Belastung. Nach Unwetterschäden musste im Frühjahr 1948 die East Coast Main Line für über drei Monate gesperrt werden, der gesamte Verkehr zwischen London und Edinburgh wurde daher zwischen Berwick-upon-Tweed und Edinburgh über Kelso und ab St Boswells über die Waverley Line umgeleitet, darunter auch der ohne Halt fahrende Flying Scotsman. Die vor diesen Zügen eingesetzten Dampflokomotiven der LNER-Klasse A4 legten damit die längsten jemals auf den britischen Inseln mit Dampflokomotiven bespannten Zugfahrten ohne Zwischenhalt zurück. Den Flutschäden des Jahres 1948 fiel auch die in St Boswells abzweigende Strecke der Berwickshire Railway nach Duns zum Opfer, deren beschädigter Abschnitt zwischen Greenlaw und Duns nicht wieder aufgebaut wurde; die verbliebenen Abschnitte blieben lediglich im Güterverkehr in Betrieb. 1956 beendete BR den Personenverkehr auf der in Riccarton Junction abzweigenden Strecke nach Hexham, zwei Jahre später auch den Güterverkehr. Die Strecke wurde bald abgebaut und auf einem Teilabschnitt später durch den in den 1970ern angelegten Stausee Kielder Water überflutet.

### Stilllegung
Ende der 1950er Jahre geriet British Railways in eine Krise. Hatte BR 1952 noch Gewinn gemacht, so belief sich der jährliche Verlust 1961 auf gut 86,9 Mio. Pfund Sterling. Richard Beeching, der neue BR-Vorsitzende, erhielt den Auftrag, Pläne zur Umstrukturierung des britischen Eisenbahnnetzes aufzustellen. Im März 1963 legte er seinen entsprechenden Bericht vor, der vor allem die Einstellung unrentabler Strecken vorsah. Die Waverley Line stand auf den entsprechenden Listen weit oben, Beeching bezeichnete sie als verlustreichste Strecke des britischen Eisenbahnsystems und schlug ihre komplette Einstellung vor. Dazu beigetragen hatte vor allem die Verlagerung des Verkehrs auf die Straße. So war der einstmals profitable Viehtransport schon 1954 zu 80 % auf die Straße ausgewichen und 1963 völlig verschwunden. Der Beeching Axe fielen zunächst nach 1963 alle bis dahin noch vorhandenen Zweigstrecken der Waverley Line zum Opfer. Die Strecke nach Selkirk war bereits 1951 für den Personenverkehr geschlossen worden und wurde 1964 stillgelegt. Ebenfalls 1964 endete der Personenverkehr auf den Zweigstrecken nach Kelso und Tweedmouth sowie nach Langholm; der Güterverkehr nach Langholm hielt sich noch bis 1967, nach Kelso bis 1968. Zuvor war 1962 die Strecke von Galashiels über Peebles nach Hardengreen Junction eingestellt worden, nachdem die kurzzeitig eingesetzten Dieseltriebwagen nach Beschwerden örtlicher Busunternehmer wieder abgezogen worden waren und die Fahrgastzahlen daraufhin zurückgingen. Auf der Waverley Line stieg dagegen ab 1962 der Durchgangsgüterverkehr kurzzeitig an, nachdem British Railways Ende der 1950er Jahre neue Rangierbahnhöfe in Carlisle und Millerhill bei Edinburgh errichtet hatte. Der Rückgang des Güterverkehrs, vor allem im Bereich der Montanindustrie, führte bald zu Überkapazitäten und einer deutlichen Abnahme des Verkehrs auf der Waverley Line.
Die Veröffentlichung von Beechings Bericht führte zu vehementer öffentlicher Kritik. In den Borders beidseits der englisch-schottischen Grenze wurde er zunächst nicht ganz ernst genommen, die lokale Zeitung in Hawick sah darin lediglich eine Empfehlung, die so nicht umsetzbar sei. Dagegen setzte beispielsweise in den Highlands rasch eine intensive, von den lokalen Gebietskörperschaften unterstützte öffentliche Kampagne zum Erhalt der Kyle of Lochalsh Line und der Far North Line ein. Der Erhalt der Waverley Line wurde zunächst lediglich intern zwischen dem Scottish Office und dem Verkehrsministerium in London vehement diskutiert. Vor allem die Planungsabteilung des Scottish Office sah die Strecke als essenziell für die künftige wirtschaftliche Entwicklung der Borders an und setzte sich für den Erhalt ein. Das Verkehrsministerium unter Barbara Castle lehnte dies mit dem Argument der hohen Belastung für den Steuerzahler ab und sah keine gravierenden Nachteile in einer Stilllegung – der Straßenverkehr sei für die Wirtschaft und die Bevölkerung völlig ausreichend. In der Nachwahl zum Unterhaus, die 1965 in den Borders nach dem Tod des bisherigen konservativen Abgeordneten Charles Donaldson nötig geworden war, thematisierte der liberale Kandidat David Steel die drohende Stilllegung und gewann die Wahl. Damit war die Strecke wieder ins öffentliche Bewusstsein gerückt. Steel setzte sich in den Folgejahren zusammen mit dem konservativen Abgeordneten für Edinburgh, dem Earl of Dalkeith, vehement für den Erhalt der Strecke ein.

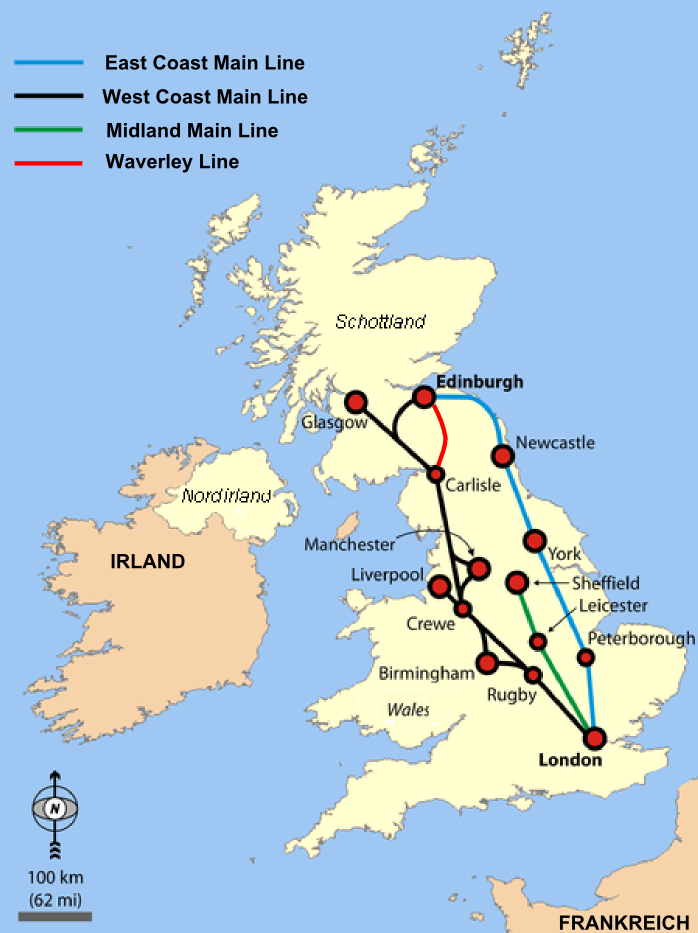
Lage der Waverley Line zwischen den Hauptstrecken der Ost- und Westküste

Die geplante Stilllegung verzögerte sich durch die regierungsinternen Diskussionen. Nach langem Widerstand akzeptierte Schottlandminister Willie Ross schließlich im Mai 1966 die Pläne des Verkehrsministeriums, auch wenn in seinem eigenen Ministerium weiter Pläne zum Erhalt wenigstens der Teilstrecke von Edinburgh bis Hawick diskutiert wurden. Am 17. August 1966 informierte BR mit Aushängen an allen Bahnhöfen die Öffentlichkeit, dass die Waverley Line zum 2. Januar 1967 geschlossen werden sollte. Über 500 Einsprüche wurden dagegen erhoben und die geplante Stilllegung auf öffentlichen Anhörungen vehement kritisiert, zu denen teilweise mehrere hundert Teilnehmer kamen. Allerdings blieb die Zahl der offiziell erhobenen Einsprüche deutlich hinter denen bei anderen bedrohten Strecken zurück. Kritisiert wurde in den Einsprüchen auch, dass BR die Strecke seit Jahren vernachlässigt habe. Die Entscheidung zur Einstellung wurde schließlich wieder dem Verkehrsministerium übertragen und das ursprüngliche Stilllegungsdatum konnte nicht gehalten werden. Erneut wurden alternative Szenarien verglichen, so beispielsweise die alternative Einstellung der Verbindung vom Knotenpunkt Carstairs an der WCML östlich von Glasgow nach Edinburgh und die Führung aller West-Coast-Züge nach Edinburgh über die Waverley Line. Die Verbindung über Carstairs wurde letztlich als günstiger beurteilt. Zwar ist die zurückzulegende Strecke zwischen Carlisle und Edinburgh etwas länger, sie ist aber aufgrund ihrer günstigen Trassierung nicht langsamer und reduziert die zu unterhaltende Streckenlänge, da die Edinburgher Züge so einen wesentlich längeren Abschnitt ihres Laufwegs auf der für die Züge nach Glasgow bis Carstairs so oder so erforderlichen Strecke zurücklegen. Den 158 Kilometern der Waverley Line standen lediglich 60 km der Verbindung von Carstairs nach Edinburgh gegenüber. Das zusätzliche Fahrgastaufkommen der Borders wurde den eingesparten Unterhaltungskosten der Infrastruktur gegenüber als zu wenig ertragreich eingeschätzt.
Mit dem von Verkehrsministerin Barbara Castle initiierten Transport Act 1968 bestand erstmals die Möglichkeit, defizitäre Bahnstrecken aufgrund ihrer Bedeutung für die Daseinsvorsorge zu erhalten. Für die Waverley Line kam das Gesetz dennoch zu spät, Castle selber sah die mit £ 700.000 bezifferten jährlichen Verluste als zu groß an.
Die maßgebliche regierungsinterne Abstimmung zur Schließung fand schließlich im Ministerial Committee on Environmental Planning statt. Unter Leitung von Peter Shore mit Vertretern aus dem Schottland-, Verkehrs-, Wirtschafts- und Finanzministerium sah das Gremium in seiner Sitzung am 21. Mai 1968 mehrheitlich die Vorteile einer Beibehaltung der Waverley Line für die Entwicklung der Borders als nicht ausreichend gegenüber den dafür aufzuwendenden Kosten an. Premierminister Harold Wilson schloss sich diesem Votum an. Damit scheiterten weitere Versuche von Schottlandminister Ross und der Planungsabteilung des Scottish Office, die Strecke wenigstens bis Hawick zu erhalten. Am 15. Juli 1968 ordnete der neue Verkehrsminister Richard Marsh die Einstellung der Strecke zum 6. Januar 1969 an. Die ursprünglich geplante Zahl von neun zusätzlichen Omnibusverbindungen von Hawick nach Edinburgh wurde auf elf erhöht, was die Einwohner der Borders nicht als adäquaten Ersatz empfanden.
Gegen die Schließung der Strecke erhob sich in den Borders ein vehementer Protest, den alle lokalen Unterhausabgeordneten parteiübergreifend unterstützten. Eine von David Steel beauftragte Studie hinterfragte die offiziellen Zahlen zu Fahrgästen und Verlusten und beurteilte eine Verbindung zwischen Edinburgh und Hawick unter bestimmten Rahmenbedingungen als wirtschaftlich tragfähig. Protestierer übergaben kurz vor Weihnachten 1968 über 11.000 gesammelte Unterschriften in 10 Downing Street. Es kam zu erregten Debatten im Parlament, sowohl mehrfach im Unterhaus (dort zuletzt am 18. Dezember 1968) als auch im Oberhaus. Dort wurde am 14. November 1968 über mehrere Stunden der Erhalt der Waverley Line debattiert, verfochten vor allem von der aus Hawick stammenden ersten Life Peeress, Baroness Elliot of Harwood. Demonstranten versuchten, Königin Elisabeth II. in Balmoral Castle eine Petition für den Erhalt der Strecke zu übergeben. Alle Proteste führten aber zu keinem Erfolg. Letzte Gespräche über mögliche Szenarien zum Erhalt wurden noch Anfang Januar 1969 geführt.
Am Abend des 5. Januar 1969 verließ der Nachtzug nach London St Pancras als letzter Zug über die Waverley Line den Bahnhof Edinburgh Waverley. Die Proteste der Öffentlichkeit führten dazu, dass BR dem letzten Zug aus Sicherheitsgründen eine einzelne Lokomotive vorausschickte. Mehrere hundert Protestierer hatten sich in Hawick versammelt und luden einen Sarg aus Pappe mit der Aufschrift „Waverley Line – born 1848 killed 1969“ als an den Verkehrsminister adressiertes Expressgut in den Zug. In Newcastleton war die Strecke durch Demonstranten blockiert worden, die an einem Bahnübergang älterer Bauart die quer über den Gleisen stehenden Gatter versperrt hatten, Knallkapseln angebracht und auf den Gleisen ein Sit-in veranstalteten. Die Polizei nahm vorübergehend den örtlichen Pfarrer, der sich seit Jahren vehement für den Erhalt der Strecke eingesetzt hatte, fest. Er kam erst durch Vermittlung des im Zug mitreisenden David Steel wieder auf freien Fuß. Der Zug erreichte Carlisle mit zwei Stunden Verspätung.

### Abbau der Strecke

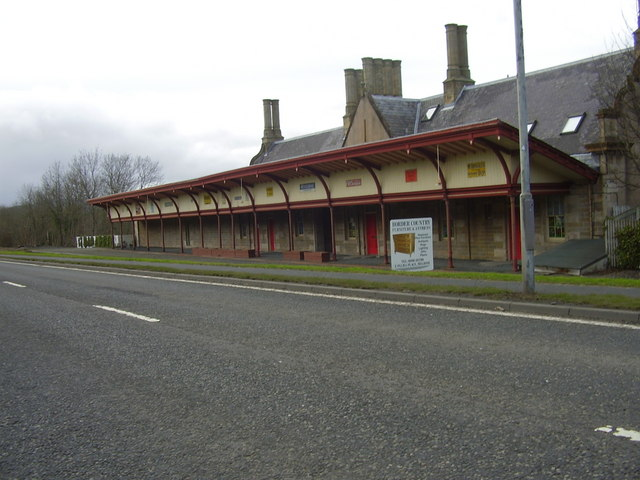
Der ehemalige Bahnhof von Melrose

Zwischen Hawick und Longtown begann unverzüglich der Abbau der Gleise, BR ließ demonstrativ bereits am 8. Januar 1969 ein erstes Gleisjoch bei Riddings ausbauen. Nördlich von Hawick blieb die Strecke zunächst für den Güterverkehr offen, der noch die Steinkohlenzeche Lady Victoria Colliery in Newtongrange und eine Mineralölfirma in St Boswells bediente. Der Abschnitt südlich von Newtongrange wurde bereits am 28. April 1969 geschlossen. 1970 verlor der südliche Restabschnitt von Carlisle bis Longtown seinen Güterverkehr. Auf dem Nordabschnitt wurde im Dezember 1971 der kurze Abschnitt von der Zeche bis zum Bahnhof Newtongrange geschlossen, der restliche Abschnitt von Newtongrange bis zum Rangierbahnhof Millerhill schließlich am 28. Juni 1972. Der wenige Jahre alte Rangierbahnhof Millerhill bei Edinburgh wurde bereits 1969 zur Hälfte wieder geschlossen, der restliche Betrieb 1983 eingestellt.

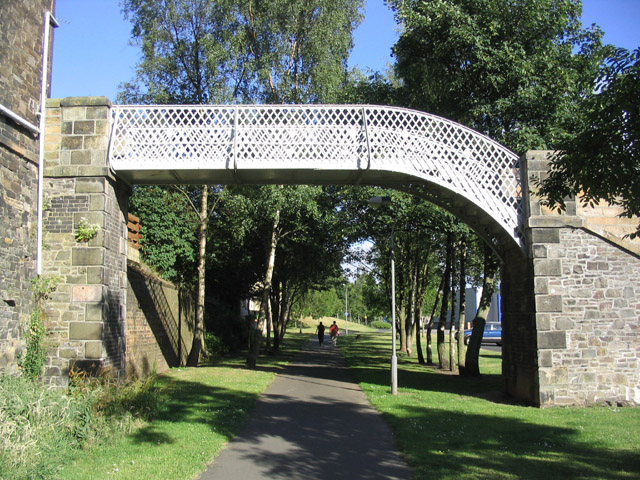
Fußgängerbrücke über die ehemalige Trasse der Waverley Line in Galashiels im Jahr 2006

1969 versuchte ein Konsortium unter dem Namen Border Union Railway Company, die Strecke von BR zu übernehmen. Das Konsortium unter Beteiligung des Eisenbahnjournalisten Bob Symes konnte sich auch die Unterstützung von David Steel sichern. Die Strecke sollte teilweise nur noch eingleisig betrieben werden, im Personenverkehr war ein Taktverkehr mit Dieseltriebwagen zwischen Edinburgh und Hawick vorgesehen. Dafür waren auch zusätzliche Haltepunkte geplant. Im Güterverkehr sollte der von BR in den Jahren vor der Stilllegung kaum mehr betriebene Holztransport aus den südlich von Hawick waldreichen Southern Uplands einen kostendeckenden Betrieb ermöglichen. Die Forestry Commission für Nordengland hatte hierzu ihr Interesse signalisiert. Die Verhandlungen scheiterten schließlich 1970 an den finanziellen Forderungen von BR wie auch dem nicht alle potenziellen Geldgeber überzeugenden Businessplan der Border Union Railway.
Die letzten Gleise der Strecke wurden schließlich bis Ende 1972 abgebaut, die meisten größeren Bauwerke blieben ungenutzt stehen. Innerhalb der Orte wurde die Trasse oft in Fuß- und Radwege umgewandelt. Einige Bahnhofsgebäude blieben erhalten, so das inzwischen unter Denkmalschutz stehende Gebäude der Melrose Railway Station. Nördlich von Carlisle wird ein kurzes Stück der Strecke bei Harker vom Rangierbahnhof Kingmoor aus als Anschlussgleis bedient.
Unter den Streckenstilllegungen der Beeching-Ära gilt die Waverley Line als eine der folgenreichsten. Sie ließ mit den Borders eine gesamte Region ohne jeden Schienenanschluss. Die Strecke blieb bei der örtlichen Bevölkerung daher vielfach im Bewusstsein und immer wieder wurden Initiativen zum Wiederaufbau der ganzen Strecke oder von Teilstücken gestartet. Auch nach dem begonnenen Wiederaufbau wird an die Stilllegung erinnert, zum 45-jährigen Jubiläum der Proteste versammelten sich ehemalige Teilnehmer im Januar 2014 in Newcastleton zu einem Dinner.

## Wiederaufbau
Bereits kurz nach der vehement kritisierten Stilllegung wurden immer wieder Forderungen nach einem Wiederaufbau erhoben, zumal die als Ersatz angebotenen Busverbindungen deutlich längere Reisezeiten hatten, die sogar hinter den Dampfzügen zur Eröffnungszeit zurück blieben. In den 1990er Jahren versuchte die Firma Borders Transport Futures, den südlichen Abschnitt von Carlisle aus zu reaktivieren, vor allem mit dem Ziel, Holztransporte aus dem Kielder Forest, dem größten englischen Waldgebiet, zu übernehmen. Dies scheiterte an den damals sinkenden Holzpreisen. 1999 gründete sich in den Borders die Campaign for Borders Rail (CBR), die in den Folgejahren eine umfangreiche Öffentlichkeitsarbeit und Lobbytätigkeit für den Wiederaufbau entfaltete. Im gleichen Jahr gab die neue schottische Regionalregierung eine Machbarkeitsstudie in Auftrag, die ein positives Ergebnis hatte. In den Folgejahren fand die Forderung nach einem Wiederaufbau positive öffentliche Resonanz, nicht zuletzt dank intensiver Pressearbeit der CBR, die die vorsichtigen Schätzungen der offiziellen Studien als zu pessimistisch bezweifelte.

### Borders Railway

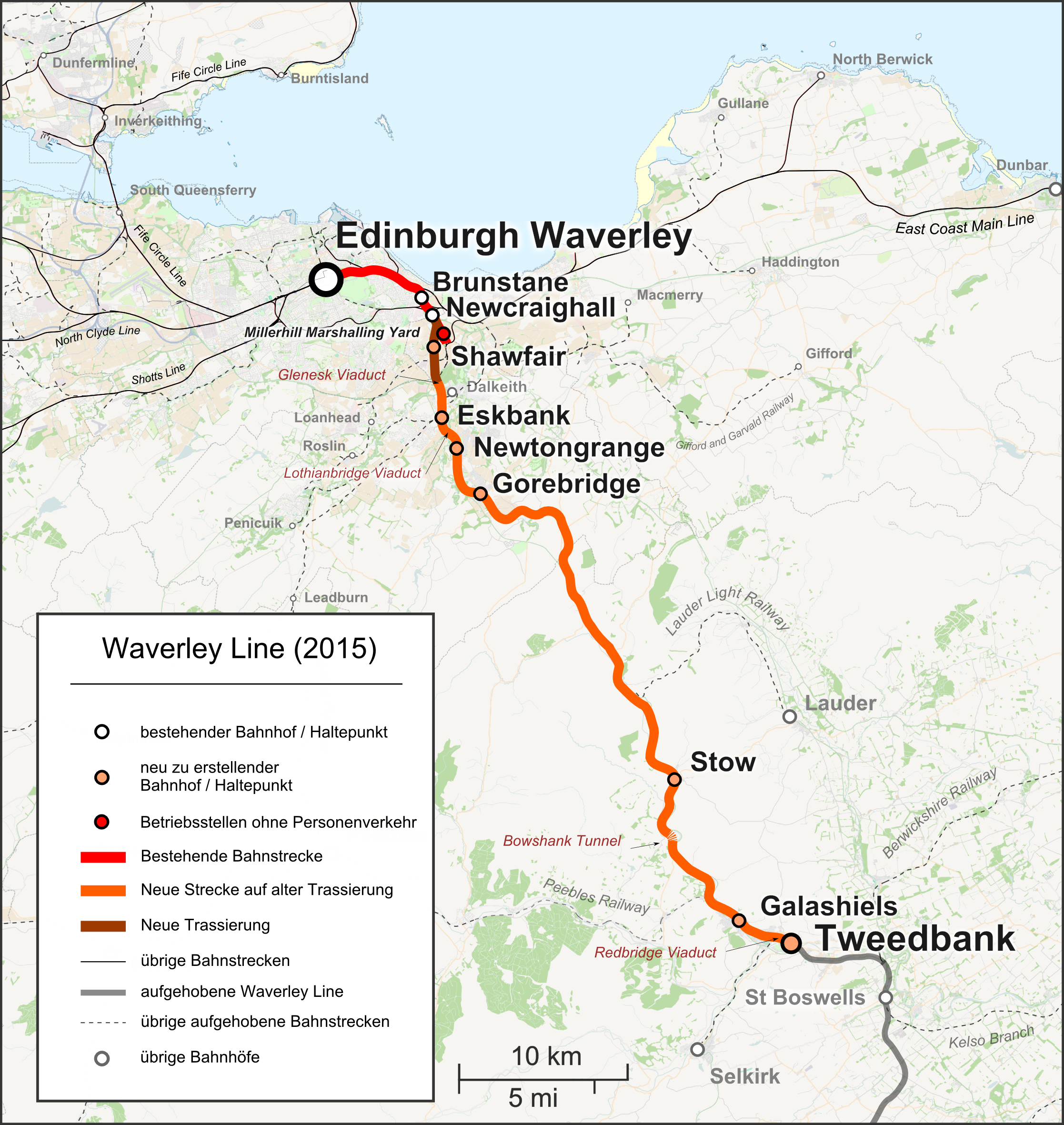
Karte des wieder aufgebauten nördlichen Teils der Waverley Line, der ab September 2015 als „Borders Railway“ wieder im Personenverkehr bedient wird.

Im Juni 2006 beschloss das schottische Parlament schließlich mit überwältigender Mehrheit von 114 zu 1 Stimmen den Wiederaufbau als Borders Railway zwischen Edinburgh und Tweedbank bei Galashiels. Die Kosten für den Neubau der Strecke und die Sanierung der noch vorhandenen Bauwerke wurden auf etwa 155 Mio. Pfund Sterling geschätzt. 2002 war im Rahmen des Projekts Edinburgh Crossrail bereits der Personenverkehr auf dem zuvor lediglich für den Güterverkehr genutzten Abschnitt von Edinburgh bis Newcraighall aufgenommen worden.

Beseitigte Vegetation im Einschnitt des ehemaligen Bahnhofs Tynehead im Frühjahr 2013

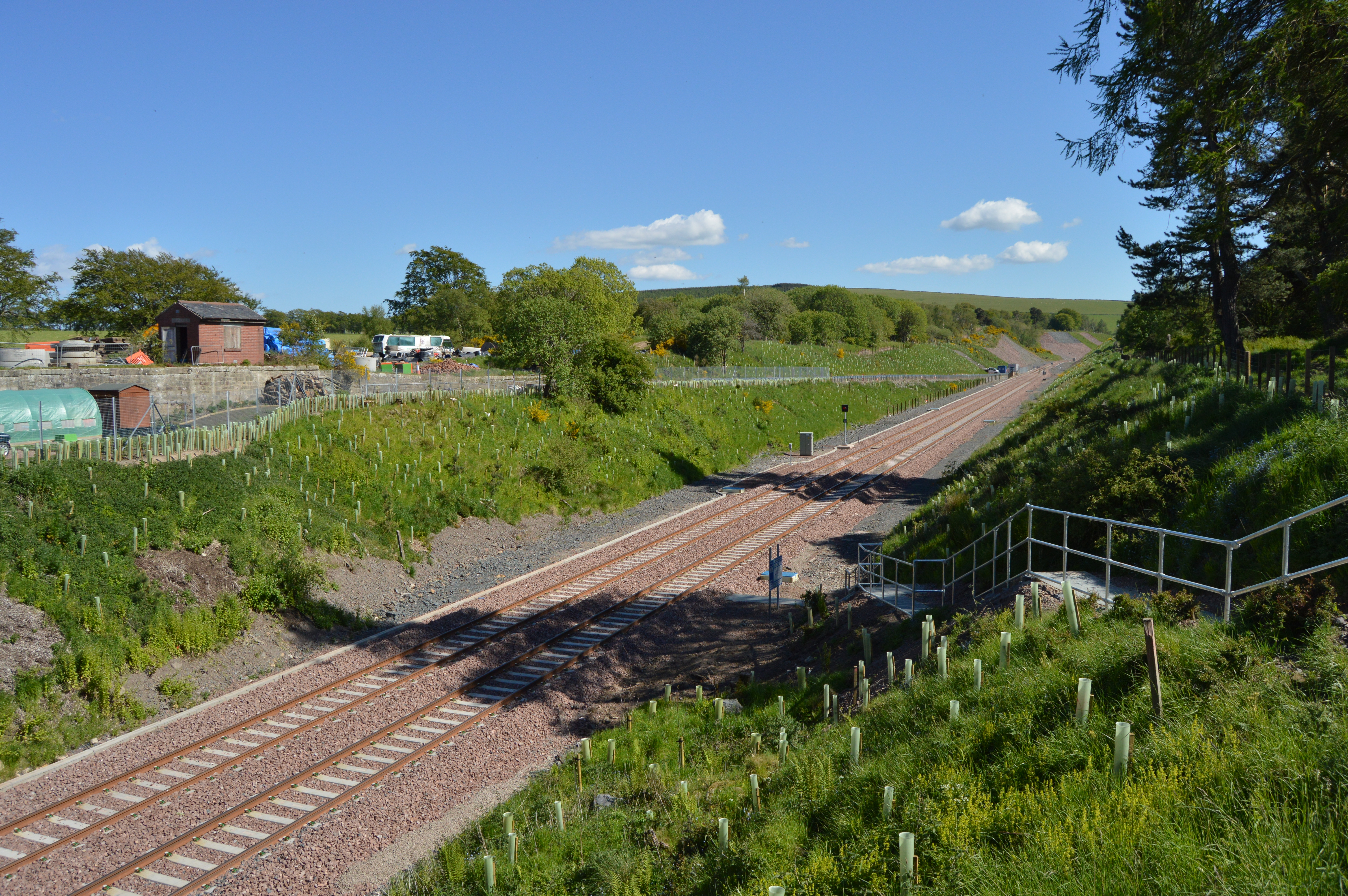
Der Einschnitt bei Tynehead nach Fertigstellung der Strecke im Juni 2015

Zunächst wurde die Eröffnung für 2011 avisiert, der Baubeginn verzögerte sich jedoch aufgrund diverser Probleme. Verschiedene Politiker kritisierten die Planung als teures Prestigeprojekt, das nur einem kleinen Teil der Borders eine echte verkehrstechnische Verbesserung bringe. Schließlich führte der damalige schottische Verkehrsminister Stewart Stevenson im März 2010 in Galashiels den ersten Spatenstich durch.
Die schottische Regierung hatte ursprünglich einen rein privaten Bau der Strecke vorgesehen. Im Ausschreibungsverfahren fanden sich nicht genug Interessenten. Das Verfahren wurde daher abgebrochen und Network Rail übernahm 2011 den Auftrag zum Wiederaufbau, unter Beteiligung privater Subunternehmer. Hauptauftragnehmer war die Baufirma BAM Nuttall. Die voraussichtlichen Kosten waren inzwischen erheblich angestiegen und wurden auf etwa 295 Mio. Pfund geschätzt. 2012 wurden zwischenzeitlich Kosten von bis zu 350 Mio. Pfund befürchtet, Network Rail teilte jedoch im Frühjahr 2015 mit, dass ein Kostenrahmen von 294 Mio. Pfund nicht überschritten worden wäre. Neben hohen Anforderungen des Umweltschutzes – im Bowshank Tunnel waren Fledermäuse heimisch geworden – waren zusätzliche Kosten aufgrund von Bergbaufolgeschäden in den ehemaligen Steinkohlerevieren südlich von Edinburgh aufgetreten. Der Kauf und Abriss einiger auf der Trasse erbauter Wohnhäuser, der Aushub einer in einem Einschnitt errichteten Mülldeponie sowie der Bau eines neuen Tunnels unter der zwischenzeitlich errichteten A720 südlich von Edinburgh waren weitere Kostenfaktoren. Aufwändig war zudem der Ersatz aller früher vorhandenen Bahnübergänge durch Brücken oder Unterführungen. Auf eine Elektrifizierung der Strecke wurde aus Kostengründen verzichtet, sie ist allerdings baulich so ausgelegt, dass eine nachträgliche Elektrifizierung ohne zusätzlichen Aufwand, etwa hinsichtlich des Lichtraumprofils, möglich ist.
Im November 2012 begann Network Rail mit den ersten Arbeiten zur Vegetationsberäumung. Fünfzig Jahre nach Veröffentlichung des Beeching-Berichts, der zur Stilllegung geführt hatte, starteten im März 2013 die Bauarbeiten für den Wiederaufbau. Mit dem Einsetzen der Brückenträger für die längste neu zu bauende Brücke der Strecke bei Eskbank erreichten die Arbeiten Anfang März 2014 einen ersten wichtigen Meilenstein.
Mit 56 km Länge ist die Borders Railway die bislang längste Strecke, die in Großbritannien nach der Beeching Axe wieder aufgebaut und für den regulären Personenverkehr in Betrieb genommen wurde. Es handelt sich um das größte schottische Bahnbauprojekt seit über 100 Jahren. Überwiegend nutzt die Borders Railway die alte Trasse, lediglich bei Shawfair ist die Strecke leicht abweichend neu trassiert. Südlich der bisherigen Endstation Newcraighall wurden Zugangsstellen in Shawfair, Eskbank, Newtongrange, Gorebridge, Stow, Galashiels und Tweedbank eingerichtet. Im Unterschied zur früheren Strecke ist die Borders Railway nur abschnittsweise zweigleisig. Sie besitzt drei jeweils drei bis sechs Kilometer lange Begegnungsabschnitte, einer bei Shawfair und zwei zwischen Gorebridge und Galashiels. Der Verzicht auf längere zweigleisige Abschnitte beziehungsweise den vollständigen zweigleisigen Ausbau wurde mehrfach, vor allem von der CBR, als kurzsichtige Planung kritisiert. Die Kritik entzündete sich vor allem an den eingeschränkten Möglichkeiten für Sonderzüge und die bei großer Nachfrage nur schwer mögliche Ausweitung der fahrplanmäßig angebotenen Leistungen.
Insgesamt haben mit der Strecke etwa 200.000 Menschen in Midlothian und den Borders eine Schienenverkehrsanbindung. Neben der schnelleren Erreichbarkeit von Edinburgh werden vielfältige positive Effekte auf die lokale Wirtschaft erwartet, etwa durch Ansiedlung von Firmen oder zunehmenden Tourismus. In der Immobilienbranche wird eine zunehmende Nachfrage nach Wohnungen prognostiziert. Es bestehen allerdings auch Befürchtungen zu steigenden Mieten und Grundstückspreisen. Vom marktliberalen Institute of Economic Affairs wurde der Wiederaufbau vehement als unnütze Geldverschwendung kritisiert, was von Vertretern der Bahnbranche und Verkehrswissenschaftlern mit Verweis auf die positiven Wirkungen früherer Streckenwiedereröffnungen für den Personenverkehr zurückgewiesen wurde.

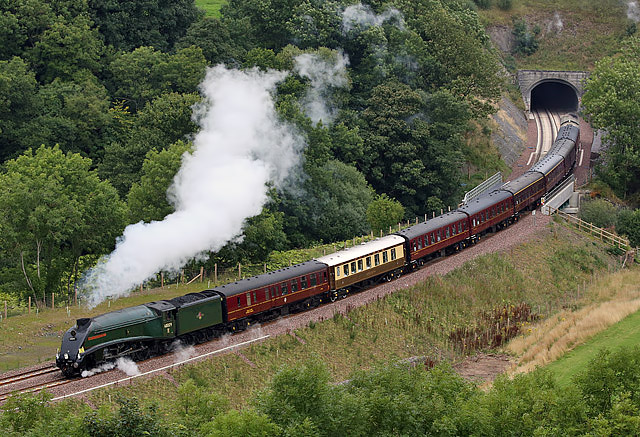
Der mit der Lokomotive „Union of South Africa“ der LNER-Klasse A4 bespannte Eröffnungszug mit Königin Elisabeth II. am 9. September 2015 beim Verlassen des Bowshank Tunnel

Im April 2014 stellte der schottische Regierungschef Alex Salmond den Wiederaufbau der gesamten Strecke bis Carlisle in Aussicht, eine entsprechende Machbarkeitsstudie sollte nach der erfolgreichen Wiedereröffnung des Abschnitts bis Tweedbank in Auftrag gegeben werden. Die Ankündigung stieß beim Scottish Borders Council auf positive Resonanz. Unterstützer des Wiederaufbaus wiesen allerdings darauf hin, dass die alte Trasse bislang nicht planerisch gesichert und eine Wiederinbetriebnahme teilweise durch vorgesehene Bauprojekte gefährdet sei.
Zur Halbzeit der Bauarbeiten im Mai 2014 kündigte der schottische Verkehrsminister Keith Brown die Eröffnung der Strecke für den September 2015 an. Ende Oktober 2014 war die Strecke bereits bis Gorebridge wieder mit Schienen versehen. Am 12. Februar 2015 wurden am neuen Streckenendpunkt in Tweedbank im Beisein von Keith Brown die letzten neuen Schienen der Strecke verlegt. Im Juni 2015 begann nach Übergabe der fertigen Strecke durch die Baufirma an Scotrail der Probebetrieb und die Ausbildung der Triebfahrzeugführer. Die Aufnahme des Personenverkehrs fand am 6. September 2015 statt. Offiziell wurde die Strecke am 9. September durch Königin Elisabeth II. eröffnet.
Wie der restliche schottische Eisenbahnpersonenverkehr wird auch die Borders Railway von ScotRail betrieben. Das Scotrail-Franchise wurde im April 2015 durch Abellio, eine Tochtergesellschaft der niederländischen Staatsbahn Nederlandse Spoorwegen übernommen.
Das Projekt Borders Railway wurde am 6. November 2016 von der Britischen Vereinigung der Reiseschriftsteller (British Guild of Travel Writers) als das beste Tourismusprojekt in Großbritannien ausgezeichnet.

### Withrope Heritage Center

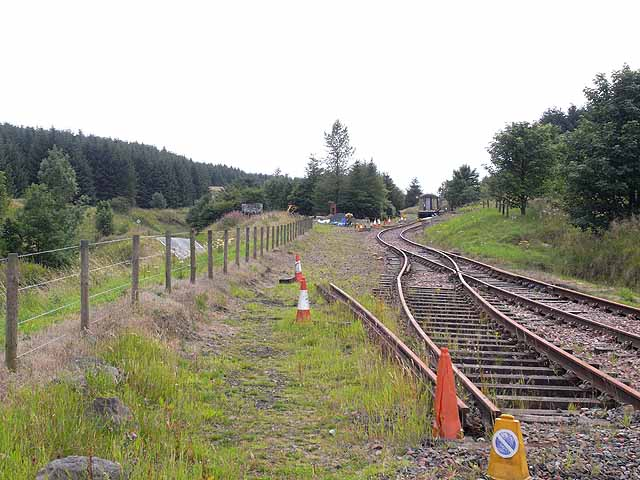
Neu verlegte Gleise in Withrope Siding (2009)

Südlich von Hawick gab es mehrere Ansätze, Teile der Strecke wieder in Betrieb zu nehmen, vor allem für den Holztransport. In der Waverley Route Heritage Association organisierte Eisenbahnfreunde gründeten schließlich die Border Union Railway, die ab 2005 südlich des Withrope Tunnel im Bereich von Withrope Siding mit dem Verlegen von Gleisen begann. Ziel war die Etablierung eines Museumsbahnbetriebs auf einem kurzen Stück der Strecke.
2012 konnte im Withrope Heritage Center schließlich erstmals der Fahrbetrieb aufgenommen werden. Neben einer Ausstellung zur Geschichte der Strecke in alten Eisenbahnwagen ist ein Fahrbetrieb mit Diesellokomotiven auf einem etwa einen Kilometer langen Streckenabschnitt südlich des Withrope Tunnels möglich.

## Streckenbeschreibung

### Verlauf
Von den ursprünglich drei durchgängig zweigleisig ausgebauten Hauptstrecken über die schottisch-englische Grenze besitzt die Waverley Line die schwierigste Trassierung. Sie führt durch das Hügelland der Scottish Borders, ihre Trassierung ist daher schwieriger als auf der West Coast Main Line (WCML) und der East Coast Main Line (ECML). Die beiden anderen Strecken besitzen zwar auf der WCML bei Beattock und der ECML bei Penmanshiel ebenfalls je einen längeren Steigungsabschnitt pro Richtung, die Waverley Line wies jedoch in jeder Richtung zwei längere Steigungsstrecken und zudem die engsten Kurvenradien auf. Die maximal zulässige Geschwindigkeit betrug 70 mph (ca. 112 km/h), in den vielen Kurven der Strecke waren oft nur deutlich niedrigere Geschwindigkeiten erlaubt. Die Anstiege von Newcastleton bzw. Hawick nach Whitrope Summit sowie von Galashiels und Hardengreen Junction bis Falahill Summit waren zu Zeiten des Dampfbetriebs für das Lokpersonal eine besondere Herausforderung. Auf beiden Abschnitten wurden schwere Express- und Güterzüge jeweils von Schiebelokomotiven unterstützt.
Von Edinburgh führt die Waverley Line zusammen mit der ECML nach Osten. Sie trennt sich von ihr nach wenigen Meilen bei Portobello in Richtung Süden und überquert den North Esk und South Esk, die beiden Quellflüsse des Esk (Forth). Südlich von Newtongrange folgt sie zunächst dem nördlichen Ufer des Gore Water, einem Nebenfluss des South Esk, stetig ansteigend bis zur Wasserscheide bei Falahill Summit in einem weitgehend unbewohnten Teil der Southern Uplands. Ab Fountainhall folgt die Strecke wieder abfallend dem deutlich eingeschnittenen Tal des Gala Water, einem Nebenfluss des Tweed bis zu dessen Einmündung in den Tweed bei Galashiels. Sie überquert das Gala Water mehrfach und kürzt eine der engen Flusswindungen durch den Bowshank Tunnel ab. Östlich von Galashiels quert die Strecke den Tweed und folgt ihm auf dem Südufer bis St Boswells in Richtung Osten. Nach Melrose wendet sich die Trasse wieder nach Süden. Durch überwiegend landwirtschaftlich genutztes Gebiet verlaufend erreicht sie nördlich von Hawick das Tal des Teviot. Südlich von Hawick folgt die Strecke dem Tal des Slitrig Water, einem kleinen Nebenfluss des Teviot, wieder mit deutlicher Steigung bis Withrope Summit. Dieser Teil der Borders ist sehr dünn besiedelt und die Strecke bediente zwischen Hawick und Carlisle mit Ausnahme von Newcastleton mit rund 750 Einwohnern und Longtown mit gut 2000 Einwohnern keine größeren Ortschaften. Südlich von Withrope Summit windet sich die Strecke mit großen Kurven durch Liddesdale, das Tal des Liddel Water in der Nähe von Hermitage Castle abwärts bis Newcastleton. Sie folgt, nun mit deutlich geringerem Gefälle dem Liddel Water, das ab Kershopefoot die Grenze zwischen Schottland und England bildet, auf dessen Südufer in südwestlicher Richtung bis zu seiner Einmündung in den Border Esk bei Longtown, um sich ab dort nach Süden in Richtung Carlisle zu wenden.

### Bahnhöfe und Betriebsstellen

#### Edinburgh Waverley

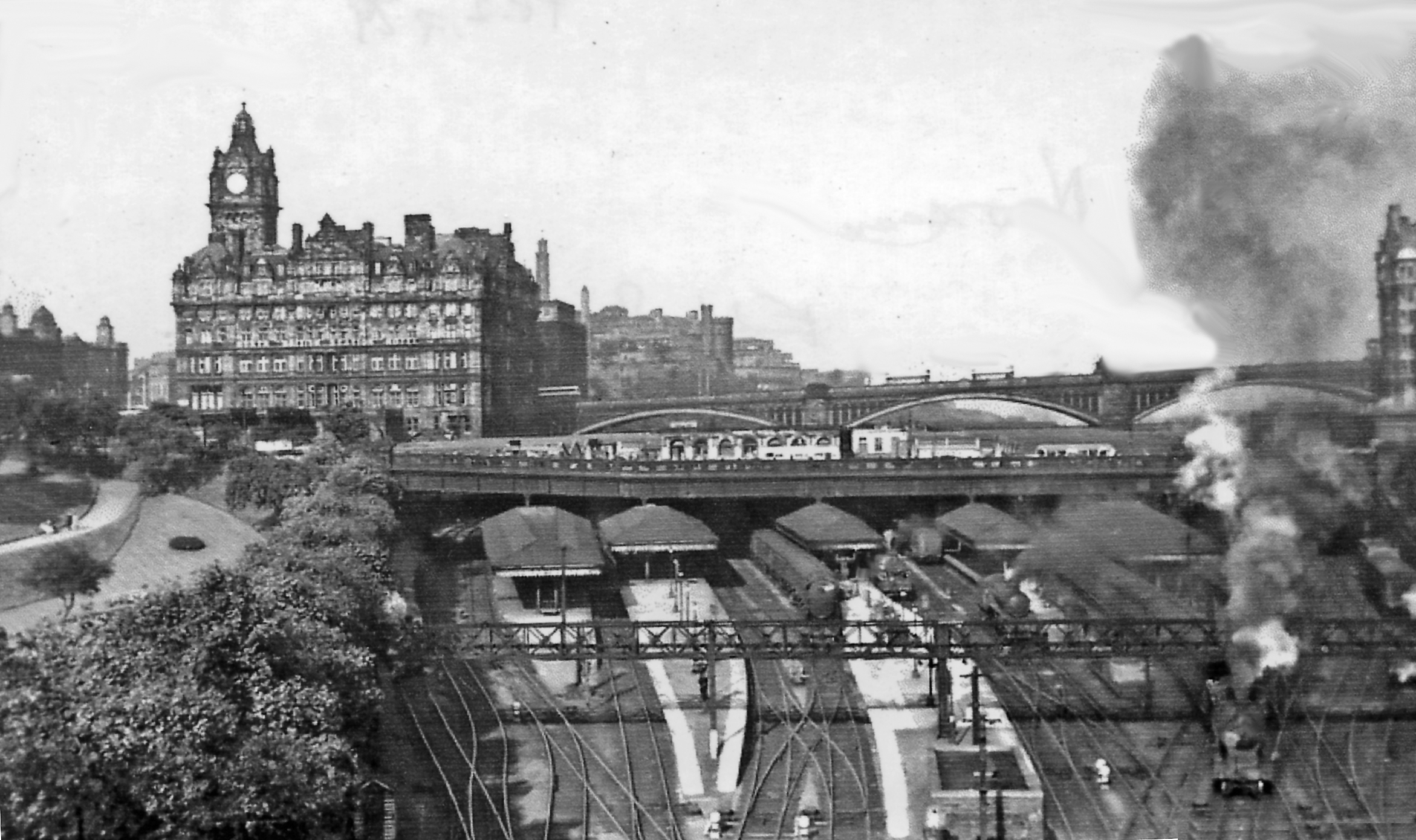
Edinburgh Waverley im Jahr 1948

Mit Übernahme und Umspurung der Edinburgh and Dalkeith Railway führte die NBR die Züge der Waverley Line ab 1849 in ihren 1846 für den ersten Abschnitt der ECML bis Berwick eröffneten Bahnhof in Edinburgh. Der Bahnhof mit dem Namen North Bridge lag bereits am heutigen Standort, benachbart waren der Bahnhof der Edinburgh and Glasgow Railway für den Verkehr nach Glasgow sowie der Bahnhof Canal Street für Züge nach Leith. Die NBR legte nach der Übernahme der anderen Gesellschaften alle drei Bahnhöfe 1866 zusammen und gab dem neuen Bahnhof den heutigen Namen. Zwischen 1892 und 1900 wurde der Bahnhof umfassend umgebaut und erweitert, daneben entstand das von der NBR betriebene North British Hotel (heute Balmoral Hotel) mit seinem markanten Uhrenturm, dem Wahrzeichen des Bahnhofs.

#### Portobello
Das Seebad Portobello, heute ein Stadtteil von Edinburgh, erhielt 1846 einen Bahnhof, der von den Zügen der ECML und der Waverley Line bedient wurde. Die Waverley Line zweigt südöstlich des Bahnhofs an Portobello East Junction von der ECML ab. Der Bahnhof wurde am 7. September 1964 für den Personenverkehr geschlossen.

#### Brunstane

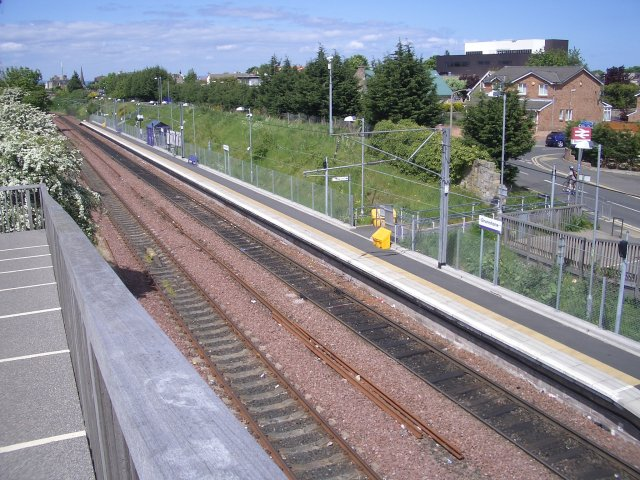
Brunstane Station im Jahr 2008

Die Station Brunstane wurde am 3. Juni 2002 eröffnet, als im Zuge des Projekts Edinburgh Crossrail der nördlichste Abschnitt der Waverley Line bis Newcraighall wieder für den Personenverkehr in Betrieb genommen wurde. Sie weist einen Seitenbahnsteig auf, die Strecke ist in diesem Bereich elektrifiziert, da sie auch als Zufahrt zum Rangierbahnhof Millerhill für Züge der ECML genutzt wird. Von 1847 bis 1859 existierte am heutigen Standort bereits eine Station namens Joppa, die dann zugunsten einer günstiger zu diesem Stadtteil gelegenen Haltestelle an der ECML geschlossen wurde.

#### Niddrie
Bei Niddrie Junction stößt die heutige Strecke der Waverley Line auf die ursprüngliche, 1831 eröffnete Strecke ab Edinburgh St Leonards, die nach Übernahme durch die NBR nur noch im Güterverkehr genutzt wurde. In diesem Bereich lag der Bahnhof Niddrie, der 1847 geschlossen wurde. 1864 eröffnete die NBR einen neuen Bahnhof für Niddrie, der etwas südlich des alten lag, aber bereits 1869 wieder den Personenverkehr verlor. Bis 1950 wurde er als Güterbahnhof genutzt.

#### Newcraighall
Die Station wurde am 3. Juni 2002 etwas südlich des 1950 geschlossenen Bahnhofs von Niddrie eröffnet. Sie besitzt einen Seitenbahnsteig und wurde bis zur Inbetriebnahme der Strecke bis Tweedbank als Endpunkt für die im Halbstundentakt fahrenden Züge von und nach Edinburgh Waverley genutzt.

#### Millerhill
British Railways begann 1958 mit dem Bau eines neuen Rangierbahnhofs für Edinburgh. Vollständig in Betrieb genommen wurde der im Zweirichtungsbetrieb mit zwei Ablaufbergen angelegte Rangierbahnhof Millerhill am 20. Mai 1963 und ersetzte mehrere veraltete Rangier- und Güterbahnhöfe. Die Waverley Line führte mittig zwischen den beiden Teilen des Bahnhofs hindurch. Millerhill erhielt zudem ein Betriebswerk für Diesellokomotiven. Mit der ECML wurde der Bahnhof durch eine neue, von seinem Südende nach Osten in Richtung Musselburgh führende Strecke verbunden. Der Rückgang des Montanverkehrs führte bereits 1969 zu ersten Teilschließungen von Gleisanlagen, der nach Süden führende Ablaufberg wurde aufgelassen. 1983 schloss BR auch den nach Norden führenden Teil des Bahnhofs. Lediglich ein Teil der Gleisanlagen östlich der Waverley Line wird noch für lokale Güterzüge genutzt, ebenso das Betriebswerk. Mit der Elektrifizierung der ECML erhielten die Zufahrtstrecken nach Millerhill Anfang der 1990er Jahre ebenfalls Fahrdraht.
Südlich des Rangierbahnhofs lag die kleine, 1847 eröffnete Station Millerhill, die bis 1955 dem Personen- und bis 1965 dem örtlichen Güterverkehr diente. Südlich davon zweigte in Millerhill Junction eine kurze Stichstrecke nach Glencorse ab, deren Rest bis vor wenigen Jahren noch als Anschluss zu einem Kohlenbergwerk genutzt wurde. Im nördlichen Bereich des Rangierbahnhofs selbst befand sich bis 1846 die kleine Station Cairney.

#### Shawfair

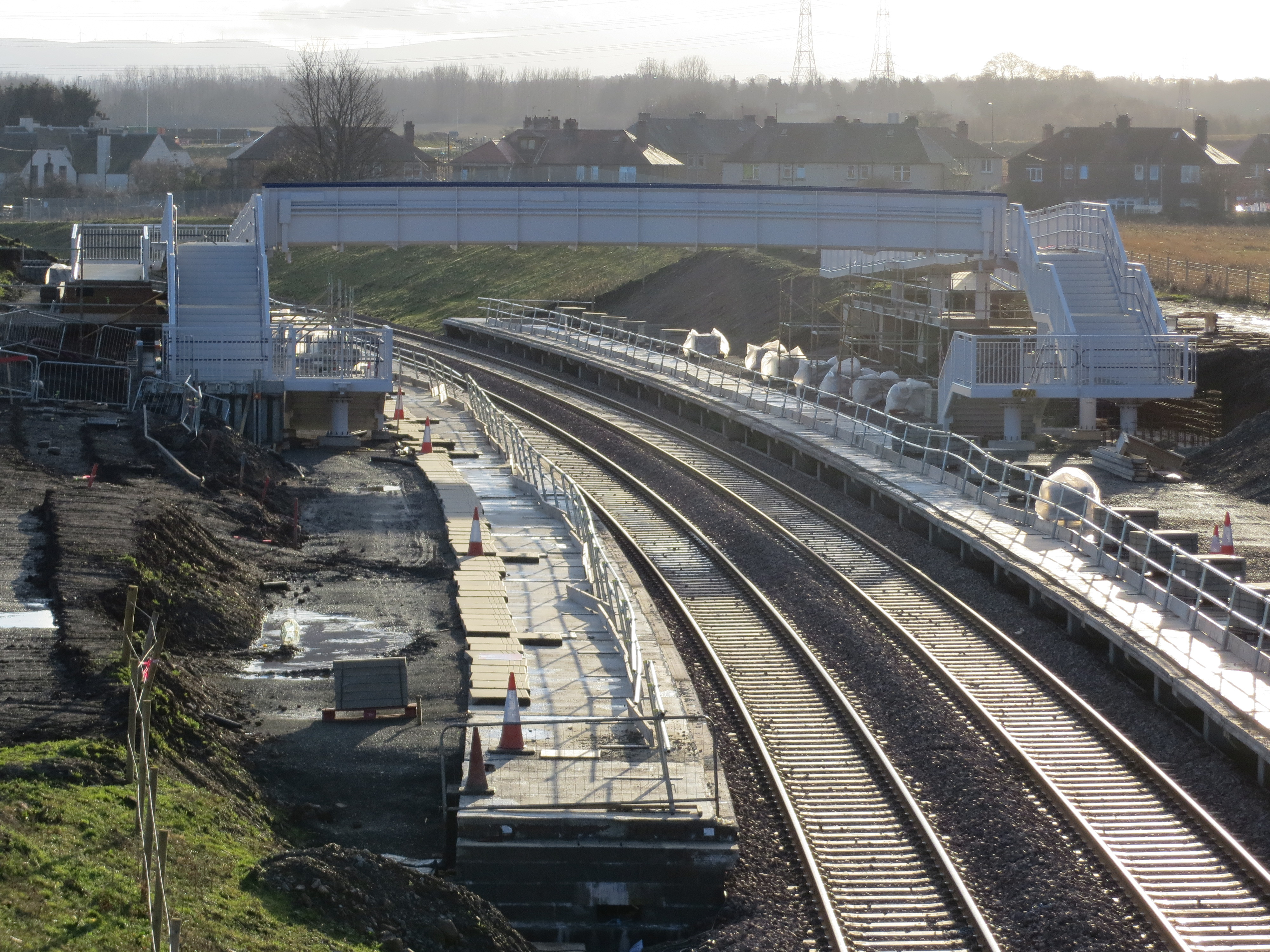
Shawfair Station im Bau, Januar 2015

Der Wiederaufbau der Waverley Line als Borders Railway erfolgte im Bereich des Rangierbahnhofs leicht abweichend von der ursprünglichen Trassierung. Südlich des Rangierbahnhofs ist die alte Trasse durch den Autobahnring von Edinburgh blockiert. Die neue Trasse verläuft daher einige hundert Meter westlich der alten Strecke und des Rangierbahnhofs, bis sie bei Sherriffhall wieder auf die ursprüngliche Streckenführung trifft. Sie quert dabei die auf einem alten Zechengelände entstandene neue Wohnsiedlung Shawfair, die eine neue Zugangsstelle mit zwei Seitenbahnsteigen erhielt.

#### Sherriffhall
Die Station entstand 1832 mit der Edinburgh and Dalkeith Railway etwas nördlich des Glenesk Viaduct. Sie wurde bereits 1846 geschlossen, ihr genauer Standort in der Nähe der kleinen Ansiedlung Sherriffhall ist nicht mehr bekannt.

#### Glenesk Junction
Direkt südlich des Glenesk Railway Viaduct zweigte in Glenesk Junction bis 1964 die 1831 eröffnete kurze Stichstrecke nach Dalkeith ab, die ihren Personenverkehr bereits 1942 verloren hatte. Im Bereich der Abzweigung lag bis 1886 die kleine Station Glenesk, südlich davon bis 1849 eine Zugangsstelle namens Lasswade Road. Zu beiden sind keine Details bekannt. Bis 1923 bestand an der Abzweigung zudem ein Anschluss zur Glenesk Colliery, einem Steinkohlenbergwerk.

#### Eskbank & Dalkeith

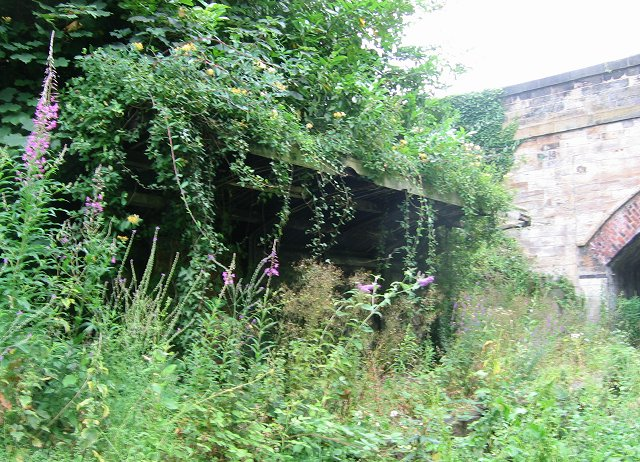
Die Reste des Unterstands auf dem Bahnsteig von Eskbank, um 2005

Die Station wurde 1849 unter dem Namen Gallowshall eröffnet und bereits ein Jahr später in Eskbank umbenannt. Nach der Schließung der Stichstrecke nach Dalkeith für den Personenverkehr erhielt sie 1942 den Namen Eskbank & Dalkeith. Sie besaß zwei Seitenbahnsteige und blieb bis zur Schließung der Waverley Line 1969 in Betrieb. Ein Güterbahnhof war nicht vorhanden, dafür besaß Hardengreen Junction, wenige hundert Meter weiter südlich die entsprechenden Einrichtungen. Die seit September 2015 für den Personenverkehr genutzte neue Station Eskbank liegt einige hundert Meter weiter südlich.

#### Hardengreen Junction
Seit 1855 zweigte in Hardengreen Junction nach Süden die Strecke nach Peebles ab. Sie wurde 1962 für den Personenverkehr eingestellt, ein kurzer verbliebener Streckenrest 1967 auch für den Güterverkehr. Nördlich zweigte zwischen 1870 und 1934 eine weitere, nur dem Güterverkehr dienende Strecke nach Osten ab, die sogenannte Macmerry Branch, die die Waverley Line mit den östlich von Dalkeith liegenden Kohlegruben verband. Hardengreen erhielt nie Anlagen für den Personenverkehr, wurde aber bis 1968 als Güterbahnhof genutzt. Bis 1962 waren dort zudem Lokomotiven stationiert, die vor allem dem lokalen Güterverkehr und dem Schubbetrieb auf der Waverley Line bis Falahill dienten.

#### Eskbank
Etwas südlich von Hardengreen Junction und fußläufig zu einem nahe gelegenen Krankenhaus liegt die neue Station Eskbank, die an der in diesem Bereich nur eingleisig wiederaufgebauten Strecke einen Seitenbahnsteig erhielt. Zudem wurde ein großer P+R-Platz angelegt.

#### Dalhousie
Die Station Dalhousie, benannt nach dem etwa zwei Kilometer südlich liegenden Dalhousie Castle, lag direkt am Westende des Lothianbridge Viaduct und wurde 1832 eröffnet. Als Zugangsstelle im Personenverkehr verlor sie 1908 ihre Funktion zugunsten des neuen, günstiger gelegenen Bahnhofs in Newtongrange, blieb aber bis 1964 für den Güterverkehr in Betrieb.

#### Newtongrange
Am 1. August 1908 eröffnete die NBR nördlich der Überführung der A7 den neuen Bahnhof der Bergarbeitersiedlung Newtongrange. Er erhielt keine Güterverkehrsanlagen, dafür blieb der alte Bahnhof Dalhousie in Betrieb. Südlich des Bahnhofs erhielt die Lady Victoria Colliery, die heute als Scottish Mining Museum genutzt wird, einen Gleisanschluss. Mit der Schließung der Waverley Line verlor auch der Bahnhof von Newtongrange, der seit 1960 lediglich ein unbesetzter Haltepunkt gewesen war, seinen Personenverkehr. Südlich der A7-Brücke entstand ein neuer Haltepunkt mit einem Seitenbahnsteig, der seit September 2015 wieder im Personenverkehr bedient wird. Neben einem P+R-Platz entsteht ein Zugang zum Scottish Mining Museum.

#### Gorebridge

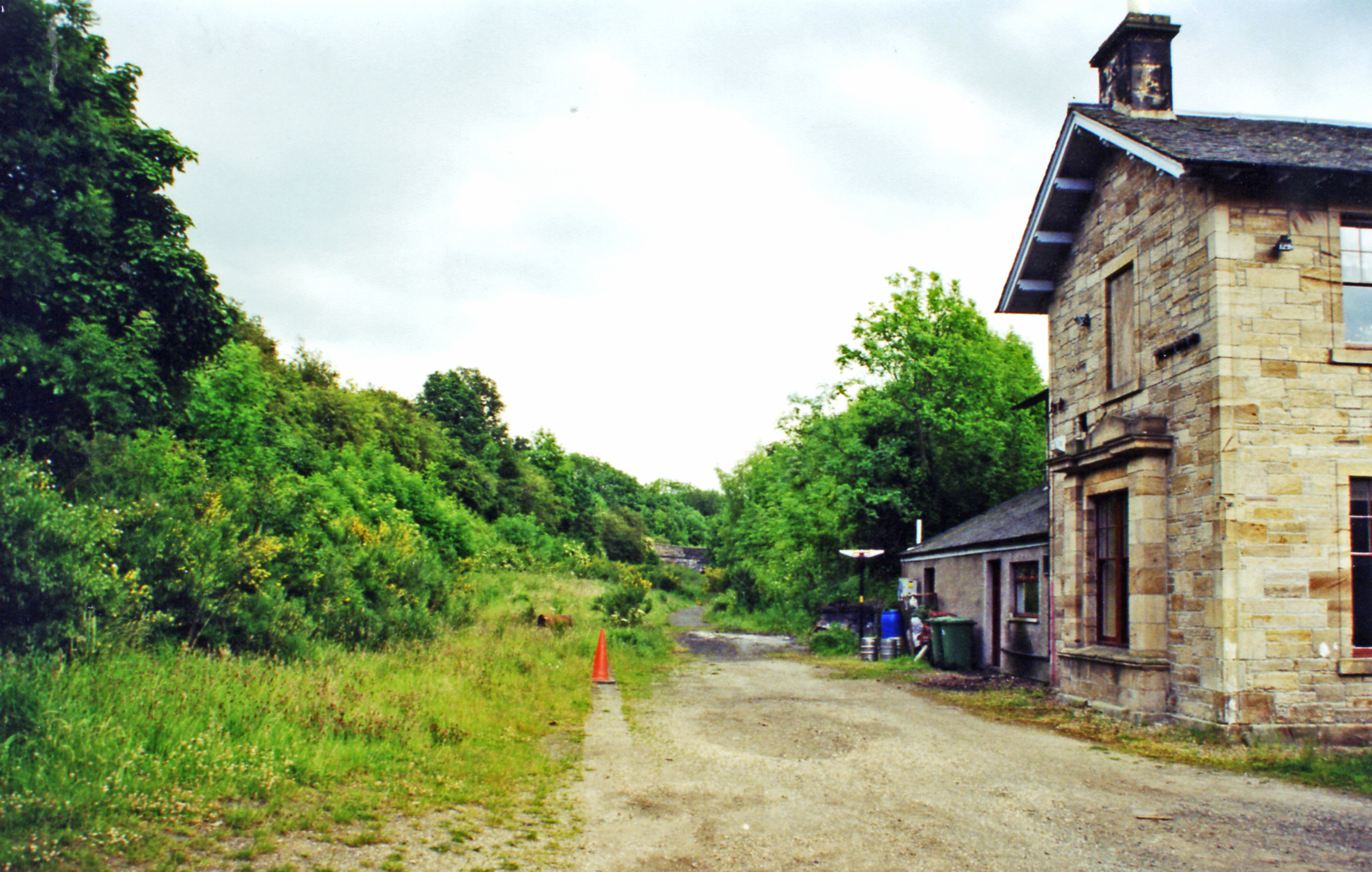
Der Bahnhof von Gorebridge, um 2000

Der Bahnhof Gorebridge wurde 1847 zusammen mit der Streckenverlängerung nach Hawick eröffnet. Bis 1872 lautete die Schreibweise Gore Bridge. Neben zwei Seitenbahnsteigen für den Personenverkehr besaß der Bahnhof auch Güterverkehrsanlagen, die am 28. Dezember 1964 geschlossen wurden. 1967 wurde der Bahnhof in einen unbesetzten Haltepunkt umgewandelt und 1969 zusammen mit der Strecke geschlossen. Das Bahnhofsgebäude blieb erhalten und steht unter Denkmalschutz. Am alten Standort errichtete Network Rail einen neuen Haltepunkt mit einem Seitenbahnsteig, ergänzt um einen P+R-Platz.

#### Fushiebridge
Zunächst bis 1877 Fushie Bridge geschrieben, entstand der Bahnhof der kleinen Ansiedlung zusammen mit der Strecke. Um 1875 entstand ein Gleisanschluss zur Vogrie Colliery, der mit der endgültigen Schließung des Bergwerks 1938 wieder abgebaut wurde. Der Personenverkehr hielt sich bis zum 4. Oktober 1943, für den Arbeiterverkehr zu einer nahegelegenen Textilfabrik blieb der Bahnhof jedoch in Betrieb, ebenso für den schließlich 1959 eingestellten Güterverkehr. Die beiden Seitenbahnsteige waren spätestens 1964 bereits abgebaut. Mangels ausreichenden Fahrgastpotenzials wurde beim Wiederaufbau der Strecke kein neuer Halt eingerichtet.

#### Tynehead
Der in einem Einschnitt gelegene Bahnhof Tynehead kam 1848 in Betrieb. Er besaß zwei Seitenbahnsteige und einen Güterschuppen. Für den Güterverkehr wurde der Bahnhof am 28. Dezember 1964 geschlossen und 1967 in einen unbesetzten Haltepunkt umgewandelt. Bis zur Schließung der Strecke blieb der Haltepunkt für den Personenverkehr in Betrieb. Das oberhalb des Einschnitts liegende Bahnhofsgebäude wird inzwischen zu Wohnzwecken genutzt. Wie in Fushiebridge fehlte auch in Tynehead ausreichende Nachfrage für die Wiederinbetriebnahme des Bahnhofs.

#### Falahill
Bei Falahill liegt der mit 268 Metern über Meereshöhe höchste Punkt der Waverley Line zwischen Edinburgh und Galashiels. Für die aus beiden Richtungen bei schweren Güterzügen nötigen Schiebelokomotiven besaß Falahill einige Ausweichgleise. Ein Wasserturm stand für die Versorgung der Lokomotiven zur Verfügung.

#### Heriot

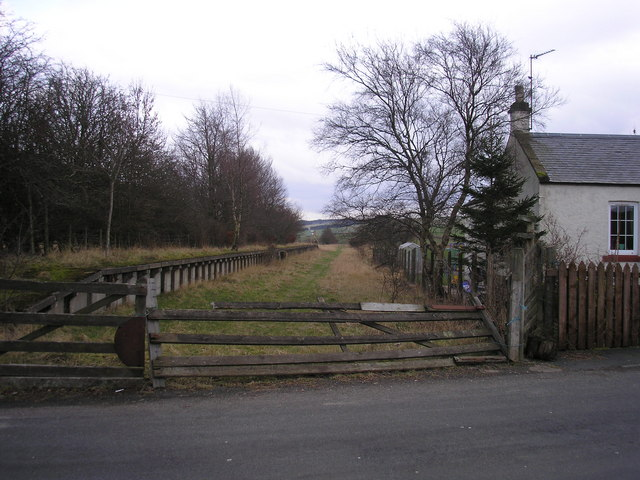
Der Bahnhof Heriot im Jahr 2007

Die kleine Ortschaft Heriot erhielt 1848 ihren Bahnhof. Die beiden Seitenbahnsteige lagen in einer für die Waverley Line ungewöhnlichen Bauform nördlich (Richtung Edinburgh) und südlich (Richtung Galashiels) eines Bahnübergangs, die Güterverkehrsanlagen und das Bahnhofsgebäude lagen nördlich des Bahnübergangs. Ab 1967 war Heriot ein unbesetzter Haltepunkt und wurde zusammen mit der Waverley Line 1969 geschlossen. Im Zuge des Wiederaufbaus der Strecke wurde trotz entsprechender lokaler Forderungen in Heriot keine Zugangsstelle vorgesehen.

#### Fountainhall

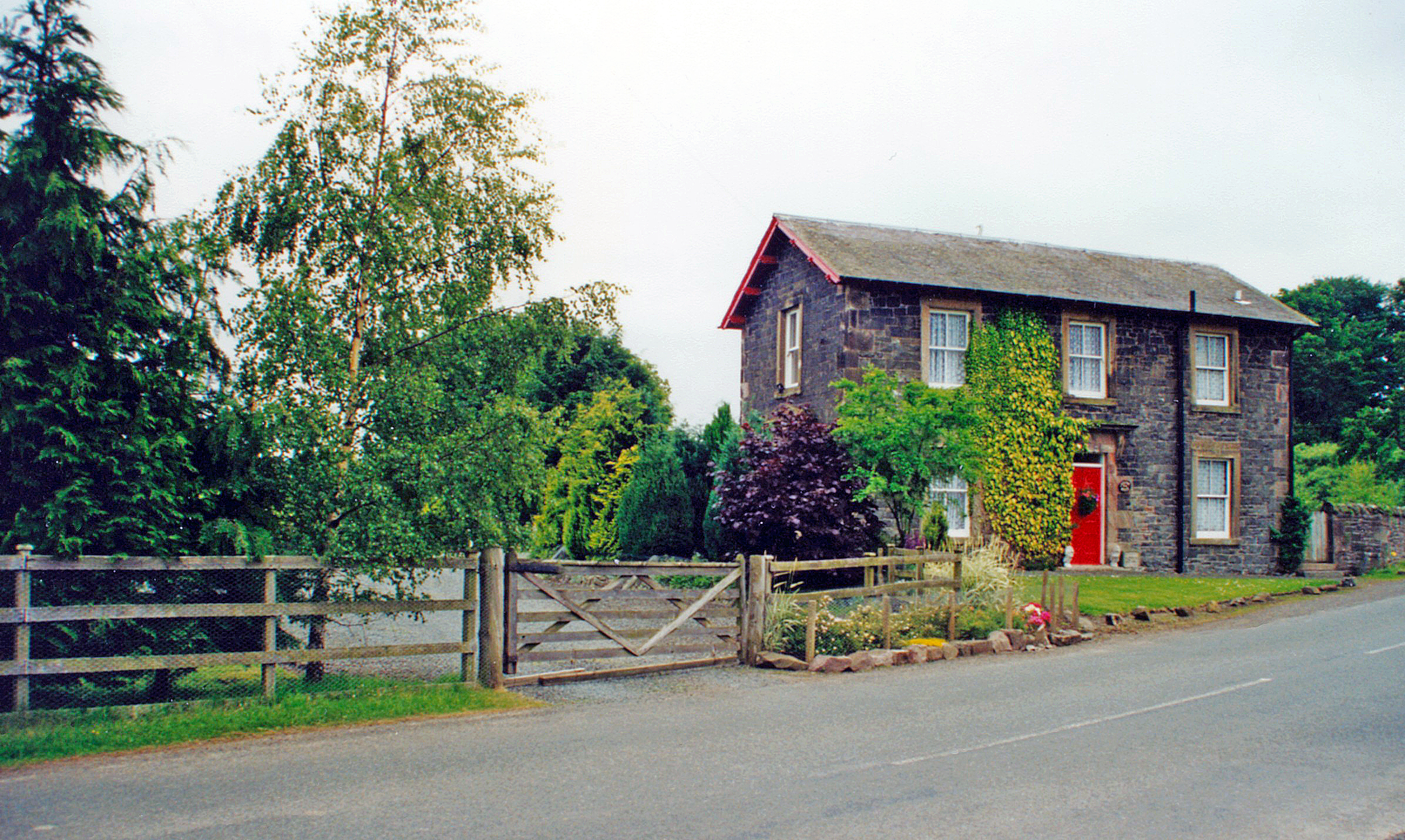
Fountainhall Station im Jahr 2000

Der 1848 unter dem Namen Burn House eröffnete Bahnhof erhielt bereits 1849 den Namen Fountainhall. Ab 1901 zweigte hier die Strecke der Lauder Light Railway nach Lauder ab. Die kurze Stichstrecke verlor bereits 1932 wieder ihren Personenverkehr, blieb aber für den Güterverkehr bis 1958 in Betrieb. Während dieser Zeit trug der Bahnhof den Namen Fountainhall Junction. In den Folgejahren verschwanden die nicht mehr benötigten Gleise und ab 1967 war Fountainhall lediglich ein unbesetzter Haltepunkt. Der 1969 geschlossene Bahnhof wurde beim Wiederaufbau der Strecke nicht berücksichtigt, das Bahnhofsgebäude dient als Wohnhaus.

#### Stow
Die etwa 430 Einwohner zählende Ortschaft Stow erhielt 1848 einen Bahnhof mit zwei Seitenbahnsteigen. Er verlor 1964 seinen Güterverkehr und wurde ab 1967 als unbesetzter Haltepunkt betrieben. Entgegen ersten Plänen erhielt Stow 2015 einen Haltepunkt an der Borders Railway, analog zur früheren Ausführung mit zwei Seitenbahnsteigen am alten Standort. Das Bahnhofsgebäude ist erhalten und wird für Wohnzwecke genutzt.

#### Bowland

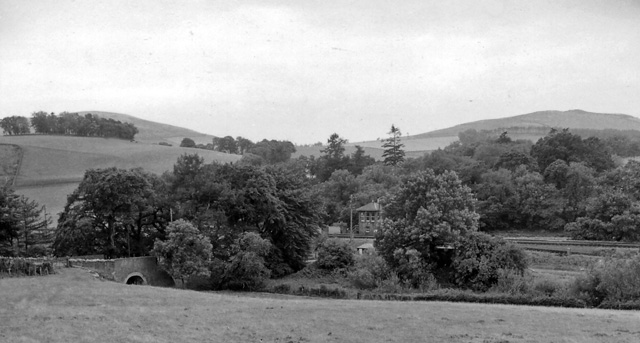
Der Bahnhof Bowland, um das Jahr 1962

Südlich des Bowshank Tunnel lag der Bahnhof Bowland, der nach Eröffnung am 1. Mai 1848 für kurze Zeit der Streckenendpunkt war, bis der Torwoodlee Tunnel kurz vor Galashiels fertiggestellt war. Von 1849 bis 1862 trug der kleine Bahnhof den Namen Bowland Bridge. Der Personenverkehr endete bereits am 7. Dezember 1953, der Güterverkehr blieb noch bis zum 23. März 1964 erhalten. Ein neuer Haltepunkt im Zuge des Wiederaufbaus wurde nicht vorgesehen.

#### Galashiels

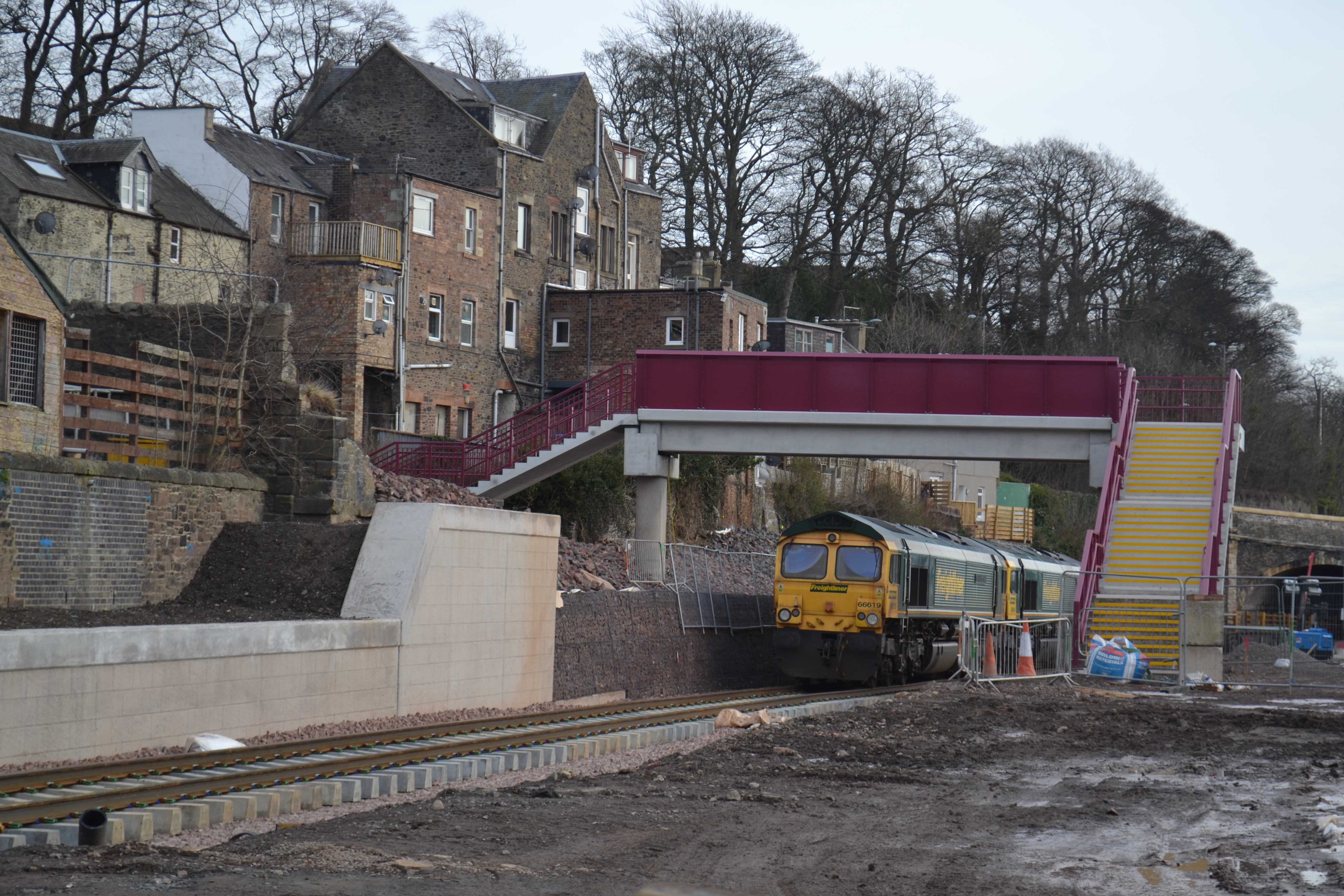
Bauzug westlich der neuen Station Galashiels, Februar 2015

Die durch die Textilindustrie, vor allem durch die Produktion von Tweed, geprägte Stadt Galashiels erhielt ihren Bahnhof mit Inbetriebnahme des letzten Stücks der Strecke bis Hawick am 20. Februar 1849. Im gleichen Jahr entstand hier zudem ein erster Lokschuppen. Mit der Fertigstellung der 1856 bzw. 1864 eröffneten Zweigstrecken nach Selkirk und Peebles wurde der Bahnhof weiter ausgebaut. Für den Personenverkehr standen schließlich drei Bahnsteiggleise zur Verfügung, von denen zwei durch eine kleine Bahnhofshalle überdacht waren. Die Halle wurde in den 1940er Jahren abgebaut. Galashiels besaß zudem einen großen Güterbahnhof, über den die ansässigen Textilfabriken Rohstoffe, vor allem Kohle, bezogen und ihre Produkte zum Versand brachten. Der Bahnhof blieb bis zur Schließung der Waverley Line in Betrieb. Das repräsentative viktorianische Bahnhofsgebäude wurde 1971 abgerissen und die Fläche des Bahnhofs durch Gewerbebetriebe genutzt.
Durch die seitherige Bebauung ist das alte Bahnhofsareal nicht mehr nutzbar. Die Trasse der Strecke blieb allerdings mit wenigen Ausnahmen von Bebauung frei und konnte für den Wiederaufbau genutzt werden. Lediglich im Bereich der früheren westlichen Bahnhofseinfahrt musste ein seither entstandenes Gebäude wieder abgerissen werden. Eine zwischenzeitlich quer über das Bahnhofsgelände entstandene Straße wurde dagegen bereits vorsorglich über eine neue Brücke geführt. Die neue Station für Galashiels entstand etwa 300 Meter nordwestlich des alten Bahnhofs. Sie erhielt einen Seitenbahnsteig und mehrere Bushaltestellen. Galashiels dient als Knotenpunkt mit dem lokalen und regionalen Busverkehr. Für eine P+R-Anlage fehlte es an Platz. Bei der Planung des Wiederaufbaus entschieden sich die zuständigen Planer daher für die Führung der Strecke bis Tweedbank, etwa zwei Kilometer östlich von Galashiels, wo ausreichend Fläche für einen großen Parkplatz verfügbar war.

#### Tweedbank
Tweedbank entstand erst in den 1970er Jahren als Plansiedlung und besaß daher keinen Bahnhof an der alten Strecke. Die neue Borders Railway erhielt hier ihren Endpunkt. Seit dem 12. Februar 2015 liegen die beiden Gleise am neuen Mittelbahnsteig der Station. Der Bahnsteig ist gegenüber den übrigen neuen Stationen deutlich länger gestaltet, um Sonderzüge aufnehmen zu können. Es besteht allerdings keine Umfahrungsmöglichkeit, so dass lediglich Triebwagen, Wendezüge oder an beiden Enden mit Lokomotiven bespannte Züge eingesetzt werden können. Die eingeschränkten Möglichkeiten für Sonderzüge nach Tweedbank wurden von der CBR schon vor der Inbetriebnahme heftig kritisiert.

#### Melrose

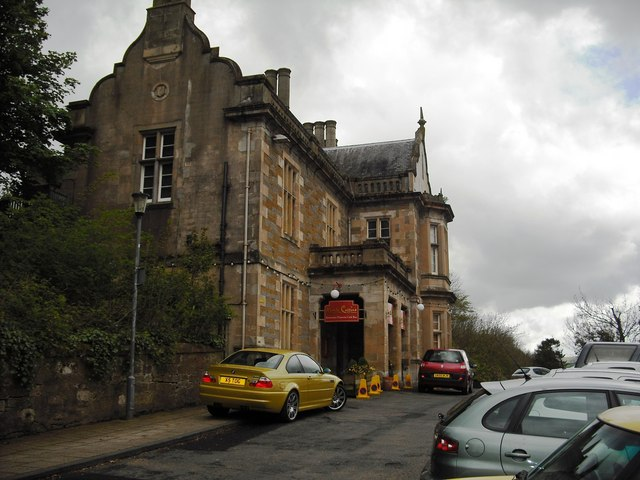
Das Bahnhofsgebäude von Melrose im Jahr 2009

Melrose erhielt seinen Bahnhof mit der Streckeneröffnung im Februar 1849. Geschlossen wurde er zusammen mit der Strecke am 6. Januar 1969. Das Bahnhofsgebäude blieb erhalten und steht inzwischen unter Denkmalschutz. Die Gleisfläche des Bahnhofs wurde beräumt, auf ihr entstand eine Umgehungsstraße für den Ort.

#### Newstead
Nur kurze Zeit bestand in Newstead, knapp zwei Kilometer östlich von Melrose, eine Station. Die 1849 zusammen mit der Strecke eröffnete Station verlor bereits im Oktober 1852 wieder ihren Personenverkehr. Der Güterverkehr blieb noch einige Jahre erhalten und wurde nach 1859 eingestellt.

#### St Boswells
Am 20. Februar 1849 als Newtown Junction eröffnet, erhielt der Bahnhof 1863 die Bezeichnung Newtown St Boswells und 1869 schließlich den bis 1969 beibehaltenen Namen St Boswells. Seit 1865 zweigte nördlich davon bei Ravenswood Junction die Strecke der Berwickshire Railway in Richtung Berwick über Duns ab. Südlich von St Boswells mündete bei Kelso Junction die 1851 eröffnete Strecke von Kelso ein, die ab Roxburgh von den Zügen der Stichstrecke nach Jedburgh mitgenutzt wurde. Der Bahnhof wies daher zwei Durchgangsgleise und zwei Kopfbahnsteige für den Personenverkehr auf. Außerdem besaß er Einrichtungen für den Güterverkehr und ein kleines Bahnbetriebswerk, dessen Lokomotivschuppen als einziges Gebäude noch erhalten ist.

#### Charlesfield Halt
Während des Zweiten Weltkriegs entstand südlich von St Boswells bei Charlesfield eine große Munitionsfabrik. Das Anschlussgleis der Fabrik führte zur Bahnstrecke zwischen St Boswells und Roxburgh, für die Arbeiter wurde an der Waverley Line am 10. August 1942 ein Haltepunkt eröffnet. Nach dem Krieg wurde die Fabrik geschlossen und das Gelände für Gewerbeansiedlungen genutzt. Der Haltepunkt blieb bis Juni 1961 für den öffentlichen Verkehr in Betrieb.

#### Belses

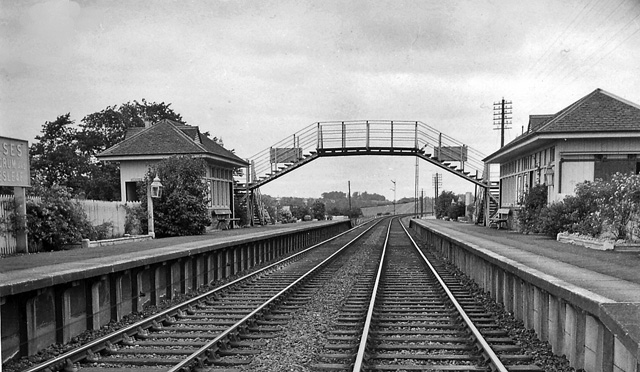
Die Station Belses, im Jahr 1962

Belses, das lediglich aus zwei Farmen und ein paar Cottages besteht, erhielt mit Streckeneröffnung im Oktober 1849 einen Bahnhof, bis 1862 unter dem Namen New Belses. Bis 1964 wurde er auch im Güterverkehr bedient und im März 1967 in einen unbesetzten Haltepunkt umgewandelt. Er blieb bis zur Schließung der Strecke in Betrieb. Die beiden kleinen Stationshäuschen auf den Seitenbahnsteigen blieben erhalten und wurden in Wochenendhäuschen umgewandelt.

#### Hassendean
Ein Jahr nach Streckeneröffnung erhielt das kleine Dorf Hassendean im Jahr 1850 einen Bahnhof, der für den Güterverkehr bis 1964 genutzt wurde. 1967 wurde er in einen unbesetzten Haltepunkt umgewandelt und als solcher bis zur Schließung der Strecke von Personenzügen bedient. Das Bahnhofsgebäude ist mitsamt der Fußgängertreppe restauriert worden und wird als Wochenenddomizil genutzt.

#### Hawick

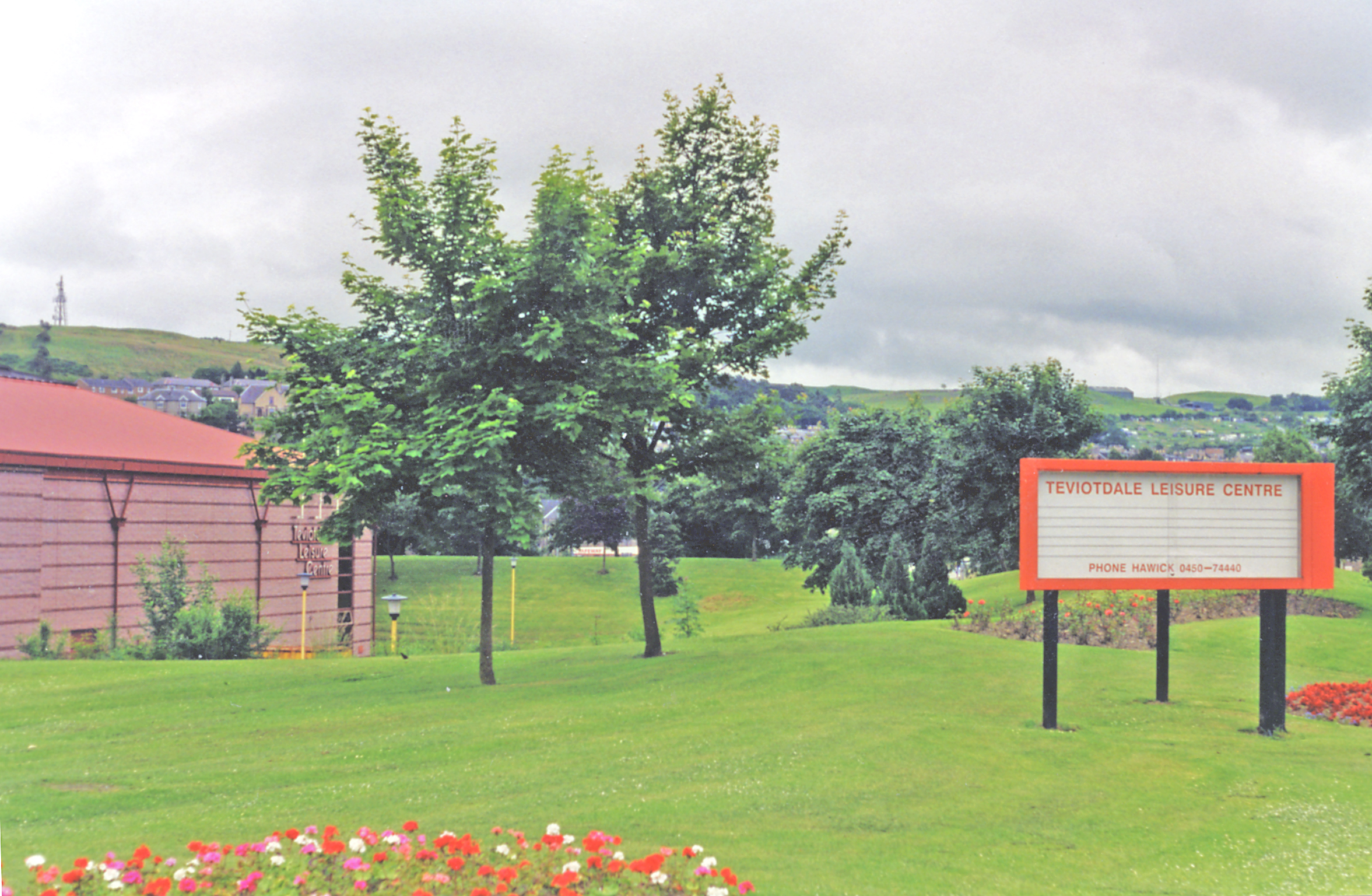
Das Hawick Leisure Center auf der Fläche des ehemaligen Bahnhofs von Hawick

Der Bahnhof von Hawick wurde am 29. Oktober 1849 eröffnet. Bis 1862 lag er nördlich des River Teviot, mit der Verlängerung der Strecke bis Carlisle musste die Station allerdings für den Personenverkehr aufgegeben werden, da die Strecke von dort aus nicht verlängert werden konnte. Das Empfangsgebäude entstand neu etwas südlich des alten Bahnhofs, die beiden Außenbahnsteige für die Strecke nach Carlisle östlich davon, teilweise auf einer Brücke über den Teviot. Die Fläche des bisherigen Bahnhofs blieb als Güterbahnhof in Gebrauch, weitere Güterverkehrsanlagen erstreckten sich östlich entlang der Strecke in Richtung Hassendean. Hawick erhielt ein kleines Bahnbetriebswerk, das 1966 geschlossen wurde. Nach Einstellung des Bahnbetriebs wurden die Anlagen des Bahnhofs einschließlich der Brücke über den Teviot abgerissen und teilweise bebaut.

#### Stobs Camp
Die britische Armee eröffnete 1903 bei Stobs ein großes Übungsgelände. Da es vor allem für kurzzeitiges sommerliches Training der Truppen gedacht war, erhielt es zunächst nur wenige feste Gebäude. Zur Versorgung baute die NBR nördlich des Barns Viaduct eine kurze Anschlussbahn mit diversen Rangier- und Abstellgleisen. Zum An- und Abtransport der Soldaten entstanden an den Anschlussgleisen auch Bahnsteige und Verladerampen. Das Stellwerk am Abzweig war das größte der gesamten Strecke. Von den Anschlussgleisen erschloss eine Feldbahn das Campgelände. Nach Beginn des Ersten Weltkriegs diente Stobs Military Camp nicht nur der Ausbildung, sondern auch als Kriegsgefangenenlager für rund 6000 deutsche Kriegsgefangene. Im Zweiten Weltkrieg waren nur wenige Kriegsgefangene in Stobs untergebracht, dafür nutzte die Armee Stobs umfangreich zur Ausbildung. Während beider Kriege erfolgte die Versorgung vorwiegend über die Waverley Line. Nach Kriegsende wurde das Camp 1959 geschlossen. Im gleichen Jahr schloss British Railways auch die Anschlussbahn.

#### Stobs
Südlich an den Barns Viaduct anschließend lag der mit der Streckeneröffnung 1862 in Betrieb gegangene Bahnhof Stobs. Neben den beiden Seitenbahnsteigen an den Streckengleisen besaß er lediglich ein paar Abstellgleise. Wie einige weitere Stationen der Strecke erschloss er lediglich einige Farmen in diesem dünn besiedelten Teil der Borders. 1961 wandelte BR den Bahnhof in einen unbesetzten Haltepunkt um und schloss ihn zugleich für den Güterverkehr. Von Personenzügen wurde der Haltepunkt bis zur Schließung der Strecke bedient. Das Bahnhofsgebäude befindet sich in Privatbesitz, die Fußgängerbrücke des Bahnhofs ist ebenfalls erhalten.

#### Shankend
Am Südende des Shankend Viaduct lag der gleichnamige Bahnhof, der ebenfalls keine Ortschaft, sondern lediglich einzelne Farmen und Cottages der Umgebung bediente. Eröffnet wurde der Bahnhof zusammen mit der Strecke im Juli 1862. Er besaß neben den Bahnsteigen an den Streckengleisen ein Umfahrungsgleis und einige Abstell- und Gütergleise. Schiebelokomotiven für die Steigung bis Withrope Summit wurden teils in Hawick, teils in Shankend an die Züge gesetzt. 1961 wurde der Bahnhof in einen unbesetzten Halt umgewandelt, der Güterverkehr hielt sich noch bis 1964. Der Personenverkehr verblieb bis zur Einstellung der Strecke.

#### Whitrope Siding
Die NBR errichtete 1914 am südlichen Tunnelportal des Whitrope Tunnel beim höchsten Punkt der Strecke Ausweichgleise für Schiebelokomotiven, die dort den Zeitpunkt ihrer Rückfahrt in Richtung Shankend oder Riccarton abwarten konnten. Für das erforderliche Stellwerkpersonal und deren Familien wurden zwei kleine Wohnhäuser erbaut. Bedingt durch die Lage abseits von Straßen und größeren Ortschaften waren die Eisenbahner und ihre Familien bei Versorgung und Schulbesuch auf die Bahn angewiesen. Whitrope Siding wurde daher bei Bedarf als Halt für Personenzüge genutzt. Ein- und Ausstieg erfolgten über eine zu diesem Zweck in den Gepäckwagen mitgeführte kurze Trittleiter. In veröffentlichten Fahrplänen wurde Withrope Siding nie als Haltepunkt aufgeführt, jedoch in der 1968 veröffentlichten Schließungsankündigung für die Waverley Line. Bereits ab 1967 war Withrope infolge der Sperrung der Ausweichgleise und der Schließung des Stellwerks nicht mehr bedient worden, blieb aber bis zur Schließung 1969 offiziell in Betrieb.
Die Waverley Route Heritage Association betreibt seit 2012 auf einem kurzen, wieder mit Gleisen versehenen Abschnitt der Strecke in Whitrope einen Museumsbahnverkehr.

#### Riccarton Junction

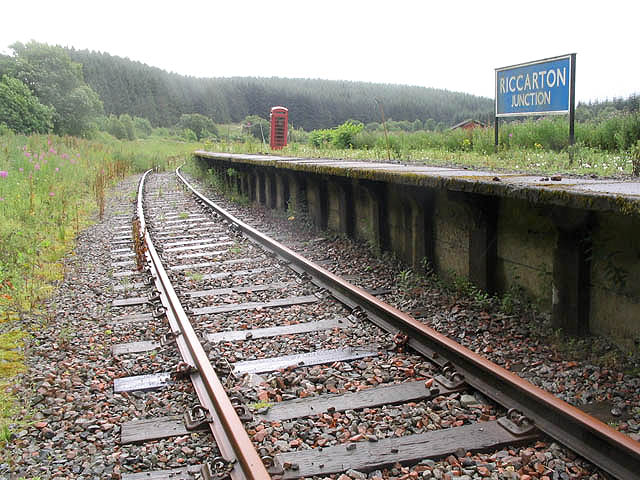
Der ehemalige Bahnsteig in Riccarton Junction 2007 mit wiederaufgebautem Gleis

Eine Besonderheit unter den Bahnhöfen der Waverley Line war der Bahnhof Riccarton Junction. Dieser wurde 1862 weit abseits bestehender Ortschaften am Abzweig der Border Counties Railway nach Hexham angelegt. Um für das Personal Unterkünfte bereitstellen zu können, legte die North British Railway eine Ortschaft an, in der über 100 Menschen wohnten. Bis zum Bau einer provisorischen Forststraße 1963 war der Ort nur über die Schiene erreichbar, die Versorgung mit allen Waren erfolgte ausschließlich per Zug. Bereits 1956 war die Linie nach Hexham für den Personenverkehr geschlossen worden und Riccarton verlor seine Funktion als Umsteigebahnhof, blieb aber bis zur Stilllegung der Waverley Line in Betrieb. Damit verlor der Ort seine Existenzgrundlage und alle noch verbliebenen Bewohner zogen fort. Die leerstehenden Gebäude des Bahnhofs und der Ortschaft wurden in den Folgejahren abgerissen. 2004 verlegten Eisenbahnenthusiasten zur Erinnerung einige Meter Gleise an einer der noch vorhandenen Bahnsteigkanten und stellten ein Schild auf.

#### Steele Road
Steele Road wurde als Bahnhof abseits größerer Ansiedlungen angelegt und bediente lediglich diverse Farmen in der Umgebung. Eröffnet wurde die Station 1862. 1964 endete die Bedienung im Güterverkehr und ab März 1967 war Steele Road lediglich ein unbesetzter Haltepunkt. Zwischen 1956 und der Schließung der Strecke bestand in Steele Road Busanschluss in Richtung Bellingham als Ersatz für die stillgelegte Strecke zwischen Riccarton und Hexham.

#### Newcastleton
Der Bahnhof von Newcastleton, der größten Ansiedlung am schottischen Abschnitt der Waverley Line südlich von Hawick, wurde am 1. März 1862 eröffnet, als die NBR provisorisch den ersten Abschnitt der Strecke ab Carlisle in Betrieb nahm. Ab Juli 1862 verkehrten die Züge durchgehend über die Gesamtstrecke. Der Bahnhof besaß zwei mit einer Fußgängerbrücke verbundene Seitenbahnsteige nördlich des Bahnübergangs der Straße nach Langholm. Nördlich davon lagen die Güterverkehrsanlagen mit insgesamt fünf Seitengleisen und einigen Abstellgleisen. Für die im Güteraufkommen vorherrschende Holzverladung besaß der Bahnhof auch einen Kran. 1967 stellte BR den Güterverkehr ein, der Personenverkehr endete mit Gesamteinstellung der Strecke 1969. Newcastleton war Schauplatz der heftigsten Proteste gegen die Einstellung der Waverley Line, der letzte Zug konnte erst nach einem Polizeieinsatz und der Vermittlung des Unterhausabgeordneten David Steel seine Fahrt nach Carlisle fortsetzen. Die gesamten Bahnanlagen wurden in den Folgejahren abgerissen und teilweise bebaut. Erhalten ist lediglich das für den Stationsvorsteher vorgesehene Wohnhaus.

#### Kershope Foot
Direkt südlich der schottischen Grenze lag der Bahnhof von Kershope Foot, der 1862 in Betrieb genommen wurde. Zunächst wurde er lediglich als Kershope bezeichnet, in späteren Jahren war auch die Schreibweise Kershopefoot in Gebrauch. Größere Siedlungen befanden sich nicht in der Nähe, der Bahnhof bediente lediglich die Farmen der Umgebung sowie einige Wohnhäuser am Bahnhof. Für den Holzverkehr besaß er Güterverkehrsanlagen, die Ende 1964 geschlossen wurden. Dem Personenverkehr dienten zwei Seitenbahnsteige an den Streckengleisen. Zwei Jahre vor der Einstellung wurde der Bahnhof 1967 noch in einen unbesetzten Halt umgewandelt.

#### Nook Pasture
Die 1864 eröffnete Station Nook Pasture wurde lediglich durch einen Zug an Samstagen bedient, 1873 war sie letztmals im Fahrplan aufgeführt. In der Nähe befanden sich lediglich ein paar Farmen. Es wird angenommen, dass der Halt für John Foster, den Eigentümer von Nook, eingerichtet wurde, der in dieser Zeit wichtiger Aktionär der NBR war.

#### Penton
Der Bahnhof Penton wurde 1862 zusammen mit der Strecke eröffnet; benannt war er nach Penton House, einem Landsitz in der Nähe. Im übrigen bediente der Bahnhof lediglich einige Farmen in der Nähe. Für deren Bedürfnisse existierten bis Oktober 1967 auch Einrichtungen für den Güterverkehr. Der Gesamtverkehr endete mit der Streckeneinstellung 1969. Die Stationsgebäude sind erhalten und werden für Wohnzwecke genutzt. Auch Teile der Bahnsteige und der Viehverladung sind noch vorhanden.

#### Riddings Junction
Riddings Junction wurde als Abzweigbahnhof für die Zweigstrecke nach Langholm errichtet, die wenige Monate nach Inbetriebnahme der Waverley Line im Mai 1862 den Betrieb aufnahm. Wie bei vielen anderen Bahnhöfen der Strecke gab es außer ein paar Häusern für die Eisenbahner keine nennenswerten Ansiedlungen in der Nähe. Für den Personenverkehr besaß der Bahnhof neben dem Hausbahnsteig einen Inselbahnsteig, insgesamt also drei Bahnsteiggleise. Nördlich der Bahnsteige befanden sich ein paar Güterverkehrsgleise. Mit Schließung der Zweigstrecke nach Langholm am 15. Juni 1964 wurde Riddings Junction auch für den gesamten Personenverkehr geschlossen. Ein Jahr später wurde der Bahnhof in eine unbesetzte Anschlussstelle umgewandelt, die schließlich am 2. Januar 1967 aufgehoben wurde. Die Bahnsteige wurden danach abgebaut, die Bahnhofsgebäude sind erhalten und werden für Wohnzwecke genutzt.

#### Scotch Dyke
Der Name dieser zusammen mit der Strecke eröffneten und zunächst als Scotsdyke bezeichneten Station wird auf eine Verteidigungsanlage aus dem 16. Jahrhundert in diesem als Debatable Lands bezeichneten, zwischen England und Schottland umstrittenen Grenzgebiet zurückgeführt. Außer ein paar Wohnhäusern für Eisenbahner gab es auch in Scotch Dyke keine weitere Ansiedlung. Der mit zwei Seitenbahnsteigen und einem Gütergleis ausgestattete Bahnhof wurde am 2. Mai 1949 für den Gesamtverkehr geschlossen. Lediglich das Stellwerk blieb bis 1954 noch mit der Funktion einer Blockstelle in Betrieb. Das Bahnhofsgebäude wird für Wohnzwecke genutzt, der Schriftzug „Speed and Comfort by Rail“ über dem Vordach blieb erhalten.

#### Longtown
Longtown war – abgesehen vom Endpunkt Carlisle – die größte Ortschaft im englischen Abschnitt der Waverley Line. Eröffnet wurde der Bahnhof zusammen mit der Strecke am 29. Oktober 1861. Zwei Tage später nahm die NBR auch den Betrieb auf der Zweigstrecke von Longtown nach Gretna auf. Diese sollte vor allem Durchgangsverkehre von der Waverley Line auf das Netz der Glasgow and South Western Railway ermöglichen. Der Bahnhof erhielt zwei Seitenbahnsteige an den Durchgangsgleisen, dazu einige Gütergleise und einen zweiständigen Lokschuppen für die Züge der Zweigstrecke. Dieser wurde 1924 geschlossen. Während des Ersten Weltkriegs entstand in Gretna eine der wichtigsten Munitionsfabriken und die Zweigstrecke wurde zugunsten des militärischen Bedarfs für den öffentlichen Verkehr geschlossen. Kurz vor dem Zweiten Weltkrieg legte die Armee westlich des Bahnhofs ein großes Munitionsdepot an, das über eine Anschlussbahn erschlossen wurde. 1963 erhielt die Zweigstrecke südlich von Gretna eine Verbindungskurve aus Richtung Süden, die bis zur Schließung der Waverley Line den Güterzügen vom neuen, an der WCML liegenden Rangierbahnhof Kingmoor nach Edinburgh Millerhill diente. Nach der Einstellung des Personenverkehrs blieb die Zweigstrecke für den lokalen Güterverkehr in Betrieb, während der Abschnitt der Hauptstrecke südlich von Longholm mit Ende des Personenverkehrs vollständig stillgelegt wurde. Der Bahnhof von Longtown wurde für den Güterverkehr am 31. August 1970 geschlossen, bis 1973 bediente BR noch einen privaten Anschluss. Die Zweigstrecke dient bis kurz vor Longholm weiter dem Anschlussverkehr zum Munitionsdepot.

#### Lyneside
Der bis 1870 als West Linton bezeichnete Bahnhof entstand zusammen mit dem Bau der Strecke. 1870 erhielt er den Namen Lineside, ein Jahr später wurde die heutige Schreibweise eingeführt. Es existierte keine nennenswerte Bebauung in der unmittelbaren Nähe des Bahnhofs, bedient wurden lediglich einige Farmen und Cottages der Umgebung. Aufgrund der schwachen Nachfrage schloss die LNER den Bahnhof am 1. November 1929 für den Personenverkehr. Der Güterverkehr wurde bis zum 5. Oktober 1964 bedient. Das Bahnhofsgebäude dient heute als Wohnhaus.

#### Harker
Der Bahnhof von Harker wurde im Personenverkehr mehrfach eröffnet und geschlossen. Ursprünglich mit Streckeneröffnung 1861 in Betrieb gegangen, schloss ihn die LNER aufgrund schwacher Nachfrage am 1. November 1929. Sieben Jahre später ging er wieder in Betrieb, nachdem die Stadt Carlisle in der Nähe ihren kommunalen Flugplatz eröffnet hatte. Mit Kriegsausbruch übernahm die Royal Air Force (RAF) den Flugplatz als Standort Kingstown, verlagerte aber zwei Jahre später aufgrund mangelnder Erweiterungsmöglichkeiten den Einsatz der dort stationierten Bomberstaffel. Dementsprechend endete der vorwiegend den RAF-Angehörigen dienende Personenverkehr im Oktober 1941. Am 1. März 1943 wurde er – nachdem die RAF das Gelände als Lager und Flugschule weiter nutzte – wieder aufgenommen und bis zur Stilllegung der Waverley Line beibehalten, allerdings ohne Nennung in öffentlichen Fahrplänen. Mit der Neueröffnung 1943 wurden auch die Bahnsteige um etwa eine Zuglänge nach Süden verlegt. Dem intensiven, vor allem von der RAF genutzten Güterverkehr diente der Bahnhof bis 1965. Das Bahnhofsgebäude dient Wohnzwecken, das Stellwerk wird als Gartenhaus genutzt.

#### Parkhouse Halt
Nur wenige hundert Meter südlich von Harker eröffnete die LNER am 7. Juli 1941 den nichtöffentlichen Parkhouse Halt. Er diente ebenfalls der Anbindung des RAF-Standorts Kingstown und blieb bis zur Schließung der Strecke 1969 in Betrieb.

#### Carlisle Citadel

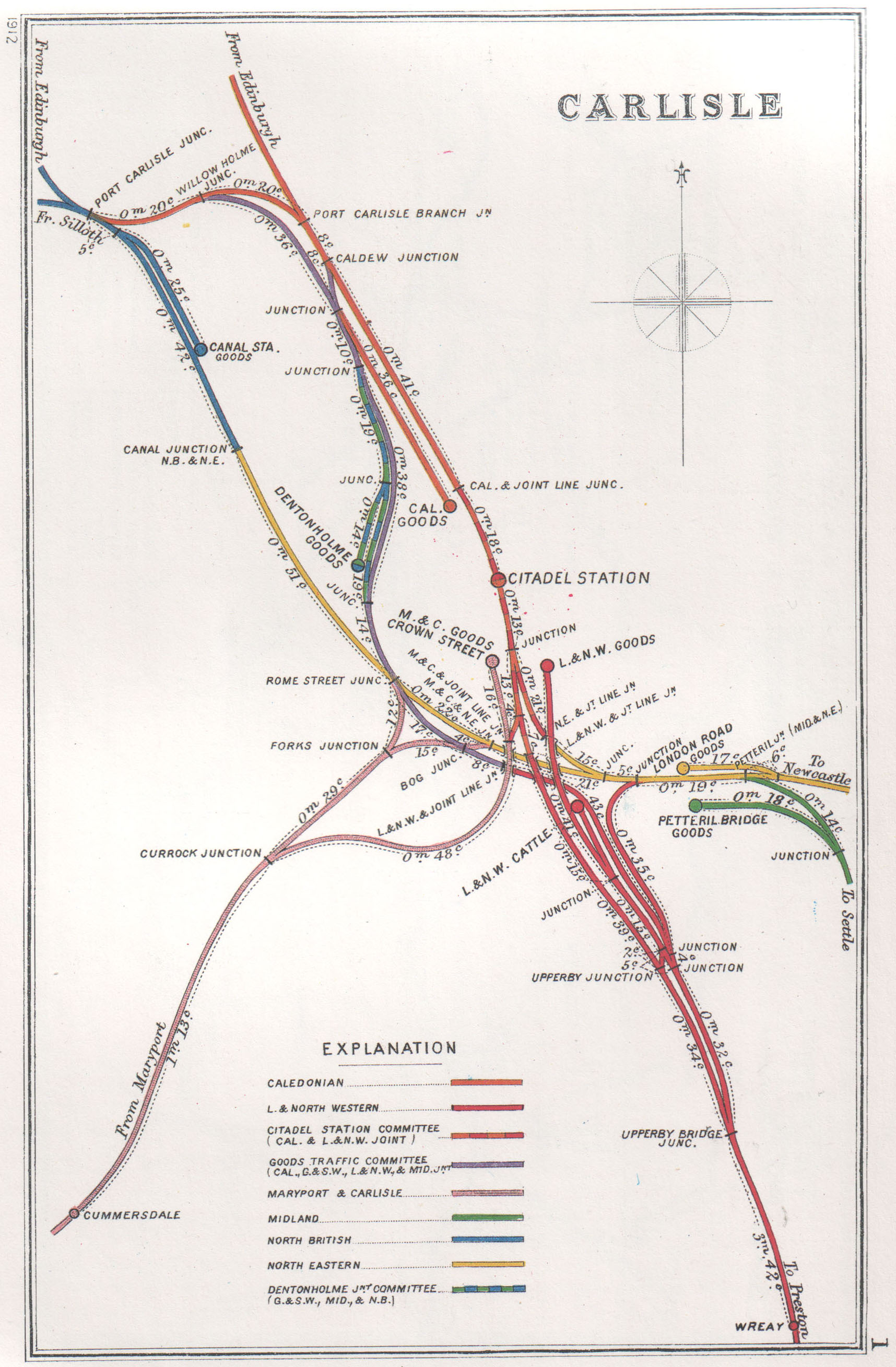
Streckenplan des Knotens Carlisle, um 1914

Der Bahnhof Carlisle Citadel, heute von Network Rail lediglich als Carlisle bezeichnet, entstand 1847 als gemeinsame Station von Lancaster and Carlisle Railway und Caledonian Railway an der heutigen WCML. Das Empfangsgebäude im Neu-Tudorstil entwarf der englische Architekt und Politiker Sir William Tite. Die NBR stand zu diesen Gesellschaften in Konkurrenz und führte die Züge der Waverley Line nach deren Eröffnung zunächst zur Station Carlisle Canal, der Endstation der 1854 eröffneten und 1862 von der NBR erworbenen Carlisle and Silloth Bay Railway. Bereits 1864 erzielte die NBR eine Einigung zur Mitnutzung von Carlisle Citadel, seit dem 1. Juli 1864 endeten dort alle Züge der NBR. Der Bahnhof wurde seither von sieben privaten Bahngesellschaften bedient. Nach dem Grouping wurde er von der London, Midland and Scottish Railway betrieben, die LNER-Züge der Waverley Line wechselten hier ihre Lokomotiven. Diese blieben weiterhin im etwas abseits des Bahnhofs gelegenen Depot Carlisle Canal stationiert.

### Sonstige Bauwerke

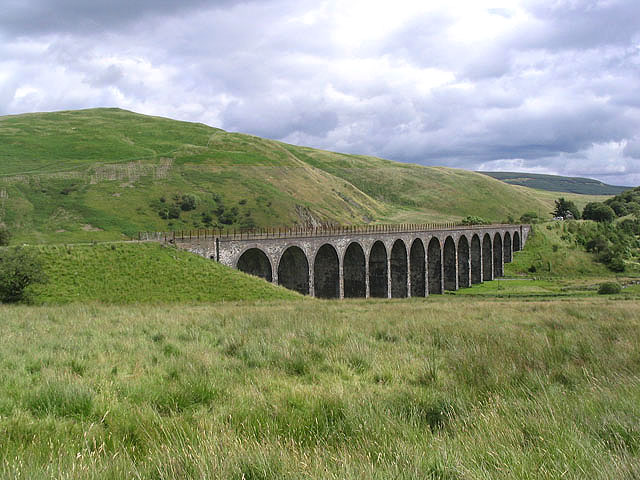
Der seit 1969 ungenutzte Shankend Viaduct bei Hawick

Die Erbauer der Waverley Line mussten entsprechend der bewegten Topographie an mehreren Stellen aufwändige Brückenbauwerke und Tunnels errichten, die teilweise noch heute erhalten sind. Zu den markantesten Bauwerken gehören der Lothianbridge Viaduct (auch als Newbattle Viaduct bezeichnet) bei Newtongrange und der Shankend Viaduct südlich von Hawick, die beide wie auch einige weitere Brücken und diverse Bahnhofsgebäude unter Denkmalschutz stehen. Einige Brücken wurden bald nach der Stilllegung aus Gründen der Verkehrssicherheit abgerissen. Die verbliebenen Brücken werden regelmäßig geprüft und instand gehalten. Der Shankend Viaduct wurde 2008 bis 2009 renoviert.
Die Strecke besitzt zwei längere Tunnels, den Bowshank Tunnel nördlich von Galashiels und den Whitrope Tunnel nördlich von Riccarton Junction. Ein weiterer kurzer Tunnel liegt kurz vor Galashiels. Im Zuge des Wiederaufbaus der Strecke wurden die im alten Streckenverlauf noch vorhandenen Bauwerke wie etwa der Lothianbridge Viaduct, der Bowshank Tunnel und der Redbridge Viaduct saniert. Auf den ursprünglich zweigleisigen Brücken wurde meist nur ein Gleis neu verlegt, um die nach 1969 eingerichteten Fuß- und Radverbindungen beibehalten zu können.

## Personenverkehr

### 1832 bis 1969
Auf der Edinburgh and Dalkeith Railway begann der Personenverkehr am 2. Juni 1832. Ein Fuhrunternehmer bot zunächst drei tägliche Fahrtenpaare an. In den ersten Jahren erbrachte die Bahngesellschaft den Verkehr nicht selber, sondern erteilte Lizenzen an selbständige Fuhrunternehmer. Ab 1836 übernahm sie jedoch den Gesamtverkehr in eigene Regie. Neben den fahrplanmäßigen Pferdebahnen konnten rund um die Uhr private Wagen gemietet werden. 1838 standen vierzig Personenwagen in Betrieb, die in diesem Jahr fast 300.000 Fahrgäste beförderten. Mit dem Erwerb der Gesellschaft durch die NBR und die Umspurung endete der Pferdebetrieb.
Ab 1849 nahm der Personenverkehr eine wichtige Rolle auf der Strecke nach Hawick ein, befördert durch die Zubringerfunktion der Nebenstrecken nach Selkirk und Kelso. Neben der Verbindung in die Städte der Borders besaß der Vorortverkehr aus den Bergarbeitersiedlungen in Lothian nach Edinburgh eine gewisse Bedeutung. Die Fertigstellung der Gesamtstrecke 1862 führte zwar zu zunehmender Nachfrage auf der Waverley Line, die fehlenden Züge über Carlisle hinaus beschränkten sie jedoch auf die lokale Nachfrage. Erst nach Fertigstellung der geeigneten südlichen Anschlussstrecken wurde die Waverley Line ab 1876 eine wichtige Strecke für den Verkehr zwischen Schottland und England, auch wenn ihre Bedeutung immer weit hinter den Strecken an der Ost- und Westküste zurückblieb. Im Winter 1895 verkehrten drei Expresszüge zwischen Carlisle und Edinburgh, von denen einer täglich fuhr und Schlaf- und Salonwagen aus London St Pancras mitführte. Die übrigen fuhren nur werktags, einer davon hatte Kurswagen aus Kelso und Jedburgh nach Edinburgh, die in Galashiels angehängt wurden. Im Nahverkehr gab es neben zwei durchgehenden Zugpaaren weitere lokale Züge auf den nördlichen und südlichen Abschnitten, sechs Zugpaare nach Edinburgh und drei nach Carlisle. Wie in Schottland damals üblich war das Angebot an Sonntagen sehr eingeschränkt, außer dem Expresszug verkehrten lediglich zwei Zugpaare zwischen Hawick und Edinburgh.
Im Frühjahr 1910 war das Angebot deutlich ausgeweitet. Insgesamt verkehrten fünf Expresszugpaare, die mit einer Ausnahme Kurswagen von und nach Süden führten, neben London wurde Bristol bedient. Über Edinburgh verkehrten einige Kurswagen nach Norden bis Dundee und Aberdeen. Das Nahverkehrsangebot an Werktagen war ebenfalls ausgebaut worden, wobei weiterhin die meisten Züge nur auf Teilstrecken verkehrten. Lediglich das schwache Sonntagsangebot hatte sich im Vergleich mit 1895 nicht geändert.
Nach dem Ersten Weltkrieg, in dem das Zugangebot für den zivilen Verkehr wie in fast allen am Krieg beteiligten Nationen drastisch reduziert worden war, erholte sich die Nachfrage nur allmählich. 1922 fuhren zwar weiterhin fünf Expresszugpaare, das Nahverkehrsangebot war gegenüber der Vorkriegszeit etwas reduziert worden und an Sonntagen verkehrte ausschließlich ein durchgehender Expresszug zwischen Carlisle und Edinburgh. Neu als Folge des Groupings waren mehr durchgehende Züge von den Zweigstrecken, so etwa direkte Züge zwischen Hawick und Newcastle upon Tyne über die in Riccarton Junction abzweigende Strecke.
In den 1930er Jahren war der Zustand aus der Vorkriegszeit wieder erreicht. 1938 gab es zwar nur noch vier Expresszüge, darunter den „Thames-Forth Express“ von London nach Edinburgh, dafür aber deutlich mehr Nahverkehrszüge, auf dem letzten Abschnitt zwischen Gorebridge und Edinburgh 14 Zugpaare. Das Samstagsangebot war deutlich ausgeweitet worden und wieder täglicher Nahverkehr möglich.
Nach dem Zweiten Weltkrieg bauten die britischen Bahnen ihr Angebot nur schrittweise wieder aus. Die LNER bot 1947, im letzten Jahr ihrer Unabhängigkeit vor dem Zusammenschluss zu British Railways weiterhin vier Expresszüge zwischen Carlisle und Edinburgh mit Kurswagen von London, Leeds und Sheffield an, davon inzwischen zwei an Sonntagen. Dagegen war der Nahverkehr noch deutlich geringer und vor allem an Samstagen erheblich gegenüber der Vorkriegszeit reduziert worden.
BR konzentrierte das Angebot allmählich auf die wichtigeren Hauptstrecken und baute aus den Zeiten der privaten Gesellschaften verbliebene parallele Verkehre ab. Im Frühjahr 1961 gab es daher nur noch zwei Expresszüge zwischen Carlisle und Edinburgh, den „The Waverley“ als Tageszug mit Speisewagen zwischen London St Pancras und Edinburgh sowie einen inoffiziell als „Night Midlander“ bezeichneten Nachtzug der gleichen Relation, der auch Schlafwagen führte. Vier Nahverkehrszugpaare verkehrten durchgehend, weitere auf Teilabschnitten. Nach Edinburgh gab es an Werktagen insgesamt elf Nahverkehrszüge, nach Carlisle acht. An Sonntagen gab es wie seit Jahrzehnten südlich von Hawick außer einem Expresszug keine weiteren Züge. Ihren Fernverkehr behielt die Waverley Line bis zur Einstellung des Personenverkehrs 1969. Den Vorortverkehr vor allem südlich von Edinburgh hatte BR bereits in den 1950er Jahren erheblich reduziert, wenige verbliebene Zugpaare mit teils stundenlangen Zuglücken sorgten dafür, dass der lokale Pendlerverkehr bereits zu Beginn der 1960er Jahre weitgehend auf die Straße zum Busverkehr oder dem privaten Pkw abgewandert war. In den 1960er Jahren wurden die Waverley Line und ihre Zweigstrecken schließlich zunehmend zum Ziel für Sonderfahrten von Eisenbahnfreunden. Der letzte reguläre Zug von Carlisle nach Edinburgh war ein mit einer „Deltic“ der BR-Klasse 55 bespannter Sonderzug.

### Ab 2015
Das Betriebsprogramm der Borders Railway zwischen Edinburgh und Tweedbank besteht an Werktagen aus einem Halbstundentakt, abends und an Sonntagen verkehren die Züge im Stundentakt. In der Hauptverkehrszeit werden einige Zugpaare in Richtung Fife über die Forth Bridge durchgebunden und bedienen den Bahnhof Edinburgh Haymarket. Die Züge halten mit Ausnahme von Stow jeweils an allen Stationen, Stow wird außerhalb der Hauptverkehrszeit nur mit jedem zweiten Zug bedient. Die Fahrtzeit liegt zwischen 55 Minuten und einer Stunde, der voraussichtliche Preis für eine Rückfahrkarte sollte mit Stand 2014 zwischen 15 und 16 Pfund (ca. 18–20 Euro) liegen.
Abellio als neuer Betreiber von ScotRail kündigte nach der Übernahme des Franchises im April 2015 den regelmäßigen Einsatz von dampfbespannten Zügen auf insgesamt acht landschaftlich reizvollen Strecken wie der Kyle of Lochalsh Line und der Far North Line an. Auch die neue Strecke nach Tweedbank sollte nach diesen Plänen regelmäßig mit Dampfzügen bedient werden. Vom 10. September bis zum 18. Oktober 2015 verkehrte zunächst an drei Wochentagen ein mit der Lokomotive 60009 „Union of South Africa“ der LNER-Klasse A4 bespanntes Zugpaar zwischen Edinburgh und Tweedbank. Aufgrund der fehlenden Gleiskapazitäten fielen während der Verkehrszeiten dieses Zuges einzelne reguläre Personenzüge aus.
Ursprünglich erwartete ScotRail das erste Jahr rund 650.000 Fahrgäste, diese Prognose wurde mit voraussichtlich deutlich über einer Million Fahrgäste deutlich übertroffen. Im laufenden Betrieb zeigten sich auch diverse Probleme, vor allem die Pünktlichkeit der Linie und ein hoher Anteil an Zugausfällen werden kritisiert. Lediglich etwa 43 % aller Züge erreichten den Zielbahnhof Tweedbank pünktlich. Kritiker benannten vor allem Probleme mit den eingesetzten älteren Triebwagen der Reihe 158, die dem anspruchsvollen Streckenprofil und insbesondere den Steigungen bei Falahill nicht gewachsen seien, weiterhin gebe es immer wieder Trassenkonflikte am Abzweig von der East Coast Main Line sowie Verspätungen aufgrund der zu kurz dimensionierten zweigleisigen Begegnungsabschnitte.

## Güterverkehr

### 1831 bis 1972
Die Edinburgh and Dalkeith Railway war als Kohlenbahn geplant und gebaut worden. Zwar gewann der Personenverkehr recht bald an Bedeutung, die Strecke war jedoch von ihrer Eröffnung 1831 bis zur Einstellung des Güterverkehrs auf dem letzten Abschnitt bis Newtongrange 1972 für den Montanverkehr von Bedeutung. Vor allem der Abtransport aus den Zechen in Lothian südlich von Edinburgh blieb zeit des Bestehens der Waverley Line von Bedeutung, auch wenn mit der Schließung der meisten Gruben das Aufkommen in den 1960er Jahren stetig sank.
Der übrige Güterverkehr der Waverley Line war zum einen durch das lokale Güteraufkommen in den Borders bestimmt. Die Textilindustrie in Galashiels und Hawick erhielt durch die Anbindung an das Schienennetz ab 1849 einen erheblichen Wachstumsschub. Die auf der Verarbeitung der lokalen Wolle basierende Industrie wuchs ab Mitte der 1850er Jahre erheblich an. In den 1870er Jahren besaßen die Borders über die Hälfte der schottischen Spinnereikapazität und rund 40 % der Webereikapazität. Hawick entwickelte sich vor allem zum Zentrum der Strickwarenindustrie, daneben waren die Borders ein Schwerpunkt der Tweedproduktion. Die Textilindustrie nutzte die Waverley Line zum Bezug von Rohstoffen, vor allem Kohle, und zum Abtransport der Fertigwaren.
Ein weiteres Standbein des lokalen Güterverkehrs der Waverley Line war die Landwirtschaft. Neben dem Viehtransport vor allem von Schafen und Rindern – vor allem St Boswells und Hawick besaßen umfangreiche Viehmärkte mit entsprechendem Aufkommen – bekamen die örtlichen Farmer vor allem Düngemittel und Saatgut geliefert. Daneben gab es in kleinerem Umfang Holztransporte. Diese überwiegend im Einzelwagenverkehr bedienten Verkehre wurden – beginnend bereits vor dem Zweiten Weltkrieg – schrittweise auf die Straße verlagert. Der Viehtransport war bereits Anfang der 1950er Jahre weitgehend verschwunden. Die Textilindustrie der Borders verlagerte ebenfalls ihre Transporte zunehmend auf die Straße. In den 1960er Jahren begann zudem ein erheblicher Schrumpfungsprozess in der Industrie, der zusätzlich das Güteraufkommen negativ beeinflusste. BR schloss bereits vor 1965 die meisten kleineren Güterstationen, die ursprünglich mit lokalen Zügen nach Carlisle und Edinburgh bedient worden waren, zumal es der Staatsbahn nicht gelang, neue Transportgüter als Ausgleich für wegfallende Verkehre zu gewinnen. Vor allem der als Ergebnis der bereits seit Beginn des 20. Jahrhunderts begonnenen Aufforstung zunehmende Holztransport in den Borders wurde von der Eisenbahn weitgehend ignoriert, trotz grundsätzlichen Interesses der Holzindustrie.
Das andere wesentliche Standbein des Güterverkehrs der Waverley Line war der Durchgangsverkehr. Zwar war die Strecke topographisch anspruchsvoller als die anderen Strecken zwischen Schottland und England, sie bewältigte dennoch einen erheblichen Anteil des Durchgangsgüterverkehrs. Die Anlage der beiden Rangierbahnhöfe Millerhill und Kingmoor bei Edinburgh bzw. Carlisle sorgte Ende der 1950er Jahre für einen kräftigen Anstieg des Güterverkehrs auf der Waverley Line, die Anfang der 1960er Jahre damit für den Durchgangsgüterverkehr eine höhere Bedeutung als für den Personenverkehr besaß. Die Verluste im Einzelwagenverkehr reduzierten diese Verkehre allerdings bald wieder, zudem wies die Waverley Line laut den Berechnungen des Beeching-Berichts die höchsten Betriebskosten je gefahrener Meile eines Güterzugs auf. Der von Richard Beeching forcierte Ausbau des Ganzzugverkehrs kam auf der Waverley Line kaum mehr zum Tragen. Lediglich einzelne Ganzzüge mit Ford-Pkw von einer Fabrik bei Liverpool zu einem Auslieferungslager bei Bathgate verkehrten in den letzten Jahren der Strecke.
Nach Einstellung des Personenverkehrs wurden nördlich von Carlisle und südlich von Edinburgh bis 1972 einzelne Industrieanschlüsse bedient, die zusammen mit der Strecke schrittweise geschlossen wurden. Erhalten blieb der Güterverkehr lediglich südlich von Harker, wo ein kurzer Abschnitt der Strecke vom Rangierbahnhof Kingmoor als Anschlussbahn bedient wird. Die Zweigstrecke von Gretna nach Longtown dient bis kurz vor Longtown dem Militärverkehr.

### Ab 2015
Der wiederaufgebaute Abschnitt der Strecke ist zunächst nicht für planmäßigen Güterverkehr vorgesehen. Die Strecke wurde aber so gebaut, dass in Zukunft Güterverkehr möglich ist.

## Fahrzeugeinsatz
Die Waverley Line wurde bis Beginn der 1960er Jahre ausschließlich durch Dampflokomotiven befahren. British Railways setzte erst ab etwa 1957 in größerem Umfang Dieselfahrzeuge in Schottland ein. Auf der Waverley Line wurden zunächst – als erster planmäßiger Dieseltriebwageneinsatz in Schottland überhaupt – auf der Zweigstrecke über Peebles ab Juli 1956 Dieseltriebwagen eingesetzt, während die Hauptstrecke weiterhin dampfbetrieben war. Erst ab etwa 1962 kamen schrittweise erste Diesellokomotiven vor den Zügen der Waverley Line zum Einsatz, die die letzten Dampflokomotiven bis Anfang 1966 verdrängten. Für die letzten drei Jahre bis zur Einstellung wurden fast ausschließlich Diesellokomotiven eingesetzt, Triebwagen bedienten lediglich zwei Zugpaare zwischen Edinburgh und Hawick bzw. Eskbank.

### Betriebswerke
Zu Zeiten des Dampfbetriebs waren die auf der Waverley Route eingesetzten Lokomotiven vor allem in den Bahnbetriebswerken Carlisle Canal, Hawick und Edinburgh St. Margarets stationiert. In Hardengreen, Galashiels, St Boswells und Riccarton gab es Lokomotivstationen, die diesen Betriebswerken zugeordnet waren.
In Carlisle errichtete die NBR 1856 einen eigenen Bahnhof Carlisle Canal mit einem Bahnbetriebswerk. Während die Züge der Waverley Line ab 1864 den als Gemeinschaftsbahnhof genutzten heutigen Bahnhof Carlisle Citadel anfuhren, blieb das Betriebswerk in Canal erhalten und war bis 1948 alleine für die Stellung der Lokomotiven ab dem südlichen Ende der Strecke zuständig. Der Schuppen in Canal wurde 1963 geschlossen. Nach der Verstaatlichung kamen auch Lokomotiven des früheren LMS-Betriebswerks Carlisle Kingmoor zu Einsätzen auf der Waverley Line.
Seit Betriebsaufnahme gab es in Hawick ein kleines, aber eigenständiges Betriebswerk. Zusammen mit den zugeordneten Lokomotivstationen waren 1923 rund 30 Lokomotiven dort stationiert. Sie übernahmen neben Zugpaaren zwischen Hawick und Carlisle bzw. Edinburgh vor allem den lokalen Güterverkehr und die verschiedenen Nebenstrecken der Waverley Line. Hawick blieb bis zur Schließung am 3. Januar 1966 ein reines Dampflokomotiv-Betriebswerk. Der Hawick zugeordnete Lokomotivschuppen in Riccarton war bereits 1958 geschlossen worden und der Schuppen in St Boswells verlor 1959 seine Funktion. Er ist als einziger Lokschuppen entlang der Waverley Line erhalten geblieben und wird gewerblich genutzt.
Der Nordabschnitt der Waverley Line wurde vorwiegend von den Lokomotiven des großen Edinburgher Betriebswerks St. Margarets bedient. Daneben kamen, vor allem vor Expresszügen, auch Lokomotiven aus dem Betriebswerk Haymarket zum Einsatz. Entlang der Waverley Line waren die Lokomotivstationen in Galashiels und Hardengreen Junction St. Margarets zugeordnet, beide Stationen wurden 1962 geschlossen. St. Margarets wurde am 1. Mai 1967 geschlossen, auf dem Gelände steht heute das Meadowbank Stadium. Die Diesellokomotiven während der letzten Jahre vor Schließung der Strecke waren in Haymarket und im 1962 eröffneten Millerhill Diesel Depot stationiert.

### Triebfahrzeuge

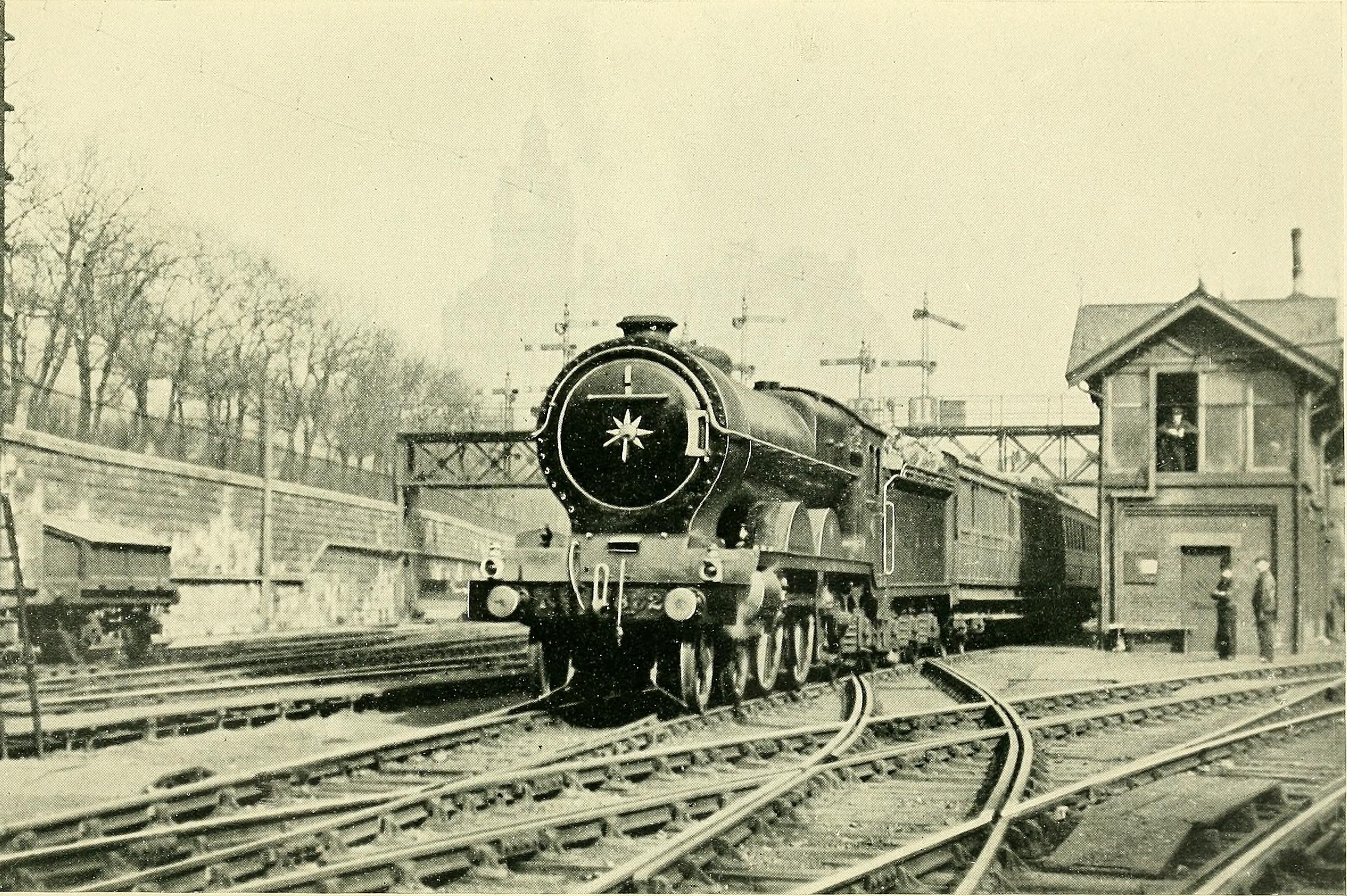
Expresszug bei der Ausfahrt aus dem Bahnhof Edinburgh Waverley, geführt von der Lokomotive 872 Auld Reekie der NBR-Klasse H

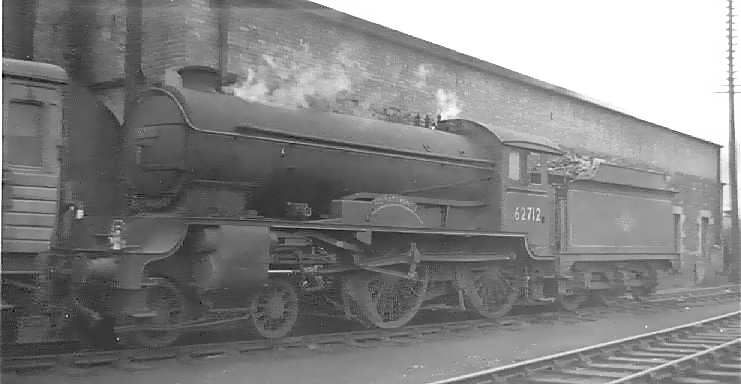
LNER-Klasse D49, Lokomotive 62712 Morayshire in den 1950er Jahren in Hawick

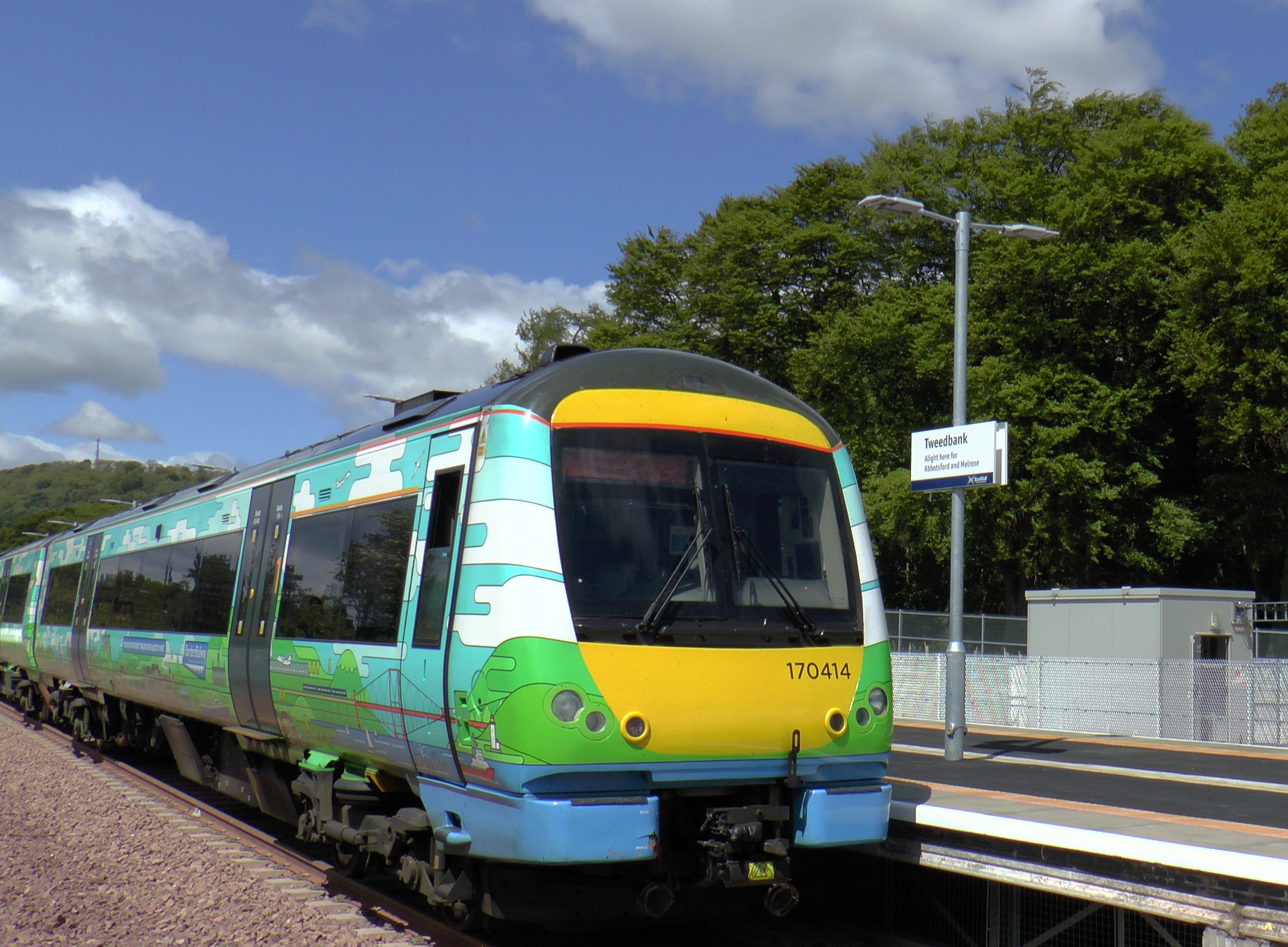
Dieseltriebwagen der Reihe 170 (Turbostar) im Juni 2015 auf Schulungsfahrt in Tweedbank

Nach dem Grouping 1923 setzte die LNER zunächst weiter die von der North British Railway übernommenen Lokomotiven ein. Mit der Beschaffung neuer, unter der Ägide von Sir Nigel Gresley, dem Chief Mechanical Engineer entworfener Lokomotiven kamen diese schrittweise auch auf der Waverley Line zum Einsatz. Im Personen- wie auch im Güterverkehr blieben mit Ausnahme der Expresszüge bis zum Zweiten Weltkrieg aber die NBR-Lokomotiven vorherrschend. Der Expresszugverkehr wurde während fast der gesamten Zwischenkriegszeit überwiegend von den Atlantic-Lokomotiven der von William P. Reid, dem Chefingenieur der NBR, entworfenen NBR-Klasse H bestritten, die bei der LNER als Klasse C11 eingeordnet worden waren. Ihr relativ kurzer Radstand machte sie in Verbindung mit einem leistungsfähigen Kessel zu einer für die Waverley Line ideal geeigneten Lokomotive. Daneben verkehrten 2'B-Schlepptenderlokomotiven verschiedener Baureihen, beispielsweise der neueren, von Gresley entworfenen LNER-Klasse D49, aber auch ältere ex-NBR-Baureihen, so etwa der ehemaligen NBR-Klasse K. Im Güterverkehr wurden vorwiegend C-Kuppler der NBR eingesetzt.
Während der 1930er Jahre verloren die älteren NBR-Lokomotiven schrittweise ihre Einsatzgebiete. Die letzten NBR-Atlantics wurden bereits Ende der 1930er Jahre ausgemustert. Den Expresszugverkehr über die Waverley Line übernahmen vorwiegend die neueren Gresley-Pacifics der LNER-Klasse A3, gelegentlich auch die stromlinienverkleidete LNER-Klasse A4 und die neueren Peppercorn-A1. Anfang der 1960er Jahre wurden auch Lokomotiven der BR-Standardklasse 7 („Britannia“) eingesetzt. Für die steigungs- und kurvenreiche Strecke waren die auf hohe Geschwindigkeiten und flache Strecken ausgelegten Pacifics nicht gut geeignet. A3 und die „Britannias“ wurden, ebenso wie die nach dem Zweiten Weltkrieg von der LNER beschafften Pacifics der Klasse A2, auch vor Güterzügen verwendet, obwohl sie für diesen Verwendungszweck noch weniger gut geeignet waren. Der Einsatz der „Britannias“ auf der Waverley Line endete auch bereits nach wenigen Jahren wieder, da die Lokomotiven vermehrt Schäden an ihren Radreifen aufwiesen.
Die übrigen Personenzüge wurden teils von den A3, teils von den Mehrzwecklokomotiven der durch Gresleys Nachfolger Edward Thompson entworfenen LNER-Klasse B1 befördert. Vor den ab Hawick laufenden Zügen nach Edinburgh und Carlisle kam ab Mitte der 1950er Jahre die dort stationierte BR-Standardklasse 4 2-6-0 zum Einsatz. Sie gehörten bis 1965 zum Depotbestand in Hawick. Im Güterverkehr zwischen Edinburgh und Carlisle kamen neben den Thompson-B1 seit ihrer Beschaffung ab 1936 bis zur Ausmusterung der letzten Exemplare 1966 vor allem die Prairie-Lokomotiven der LNER-Klasse V2 zum Einsatz, daneben auch die etwas kleineren, ebenfalls von Gresley entworfenen 1'C-Lokomotiven der LNER-Klasse K3. Nach Schließung des ehemaligen NBR-Betriebswerks Carlisle Canal wurden ehemalige LMS-Lokomotiven, die noch in Carlisle Kingmoor stationiert waren, ebenfalls auf der Waverley Line eingesetzt, vor Güterzügen beispielsweise die LMS-Klasse 5 „Black Five“. Der lokale Güterverkehr blieb bis in die 1960er Jahre Aufgabe kleiner, teilweise noch von der NBR stammenden Schlepptenderlokomotiven der Achsfolge C, etwa die LNER-Klassen J36 und J37.
Ab Ende der 1950er Jahre setzte British Railways auf die rasche Beschaffung von Triebwagen und Diesellokomotiven und beschaffte große Serien, teils ohne vorherige Erprobung. Dies führte zu einer Vielzahl verschiedener Bauarten von unterschiedlichen Herstellern, die sich nur teilweise bewährten. Auf der Waverley Line wurden daher in den wenigen Jahren des Dieselbetriebs rund ein Dutzend verschiedener Typen an Diesellokomotiven und -triebwagen eingesetzt, von den kleinen und durch hohe Ausfallraten gekennzeichneten Lokomotiven der späteren BR-Klasse 17 über die BR-Klasse 24 und die BR-Klasse 37 bis zur eigentlich primär für den Expressverkehr der East Coast Main Line vorgesehenen BR-Klasse 55 („Deltic“), die noch am letzten Tag der Strecke einen Sonderzug von Carlisle nach Edinburgh beförderte. Die Expresszüge wurden vorwiegend von der BR-Klasse 45 und der BR-Klasse 46 („Peak“) befördert.
Den Einsatz auf der neuen Borders Railway haben seit September 2015 modernisierte Dieseltriebwagen der Klassen 158 und 170 „Turbostar“ übernommen.